# Японія на літніх Олімпійських іграх 2016
Японія на літніх Олімпійських іграх 2016 була представлена 338 спортсменами в 30 видах спорту.

## Медалісти
| Медалі | Спортсмени | Вид спорту                      | Дисципліна                                 | Дата      |
| ------ | --- | ------------------------------- | ------------------------------------------ | --------- |
| Золото | Косуке Хаґіно | Плавання                        | 400 м комплексом (чоловіки)                | 6 серпня  |
| Золото | Сьохей Оно | Дзюдо                           | до 73 кг (чоловіки)                        | 8 серпня  |
| Золото | Рьохей Като Кендзо Сіраї Юсуке Танака Кохей Утімура Кодзі Ямамуро                                                | Спортивна гімнастика            | командна першість (чоловіки)               | 8 серпня  |
| Золото | Харука Татімото                                                                                                  | Дзюдо                           | до 70 кг (жінки)                           | 10 серпня |
| Золото | Машу Бакер | Дзюдо                           | до 90 кг (чоловіки)                        | 10 серпня |
| Золото | Кохей Утімура | Спортивна гімнастика            | абсолютна першість (чоловіки)              | 10 серпня |
| Золото | Ріе Кането | Плавання                        | 200 м брасом (жінки)                       | 11 серпня |
| Золото | Ері Тосака | Боротьба                        | до 48 кг (жінки)                           | 17 серпня |
| Золото | Каорі Ітьо | Боротьба                        | до 58 кг (жінки)                           | 17 серпня |
| Золото | Сара Досьо | Боротьба                        | до 69 кг (жінки)                           | 17 серпня |
| Золото | Місакі Мацутомо Аяка Такахасі                                                                                    | Бадмінтон                       | парний розряд (жінки)                      | 18 серпня |
| Золото | Рісако Каваї | Боротьба                        | до 63 кг (жінки)                           | 18 серпня |
| Срібло | Масато Сакаї | Плавання                        | 200 м батерфляєм (чоловіки)                | 9 серпня  |
| Срібло | Косуке Хаґіно | Плавання                        | 200 м комплексом (чоловіки)                | 11 серпня |
| Срібло | Хісайосі Харасава                                                                                                | Дзюдо                           | понад 100 кг (чоловіки)                    | 12 серпня |
| Срібло | Сінобу Ота | Боротьба                        | греко-римська, до 59 кг (чоловіки)         | 14 серпня |
| Срібло | Дзюн Мідзутані Махару Йосімура Кокі Ніва                                                                         | Настільний теніс                | командний розряд (чоловіки)                | 17 серпня |
| Срібло | Саорі Йосіда | Боротьба                        | вільна, до 53 кг (жінки)                   | 18 серпня |
| Срібло | Рей Хігуті | Боротьба                        | вільна, до 57 кг (чоловіки)                | 19 серпня |
| Срібло | Ріота Ямагата Сьота Іідзука Йосіхіде Кірю Асука Кембрідж                                                         | Легка атлетика                  | естафета 4×100 м (чоловіки)                | 19 серпня |
| Бронза | Амі Кондо | Дзюдо                           | до 48 кг (жінки)                           | 6 серпня  |
| Бронза | Наохіса Такато                                                                                                   | Дзюдо                           | до 60 кг (чоловіки)                        | 6 серпня  |
| Бронза | Хіромі Міяке | Важка атлетика                  | до 48 кг (жінки)                           | 6 серпня  |
| Бронза | Дайя Сето | Плавання                        | 400 м комплексом (чоловіки)                | 6 серпня  |
| Бронза | Місато Накамура                                                                                                  | Дзюдо                           | до 52 кг (жінки)                           | 7 серпня  |
| Бронза | Ебінума Масасі                                                                                                   | Дзюдо                           | до 66 кг (чоловіки)                        | 7 серпня  |
| Бронза | Каорі Мацумото                                                                                                   | Дзюдо                           | до 57 кг (жінки)                           | 8 серпня  |
| Бронза | Такуя Ханеда | Веслування на байдарках і каное | слалом, каное-одиночки (чоловіки)          | 9 серпня  |
| Бронза | Таканорі Наґасе                                                                                                  | Дзюдо                           | до 81 кг (чоловіки)                        | 9 серпня  |
| Бронза | Косуке Хаґіно Найто Ехара Юкі Коборі Такесі Мацуда                                                               | Плавання                        | естафета 4x200 м вільним стилем (чоловіки) | 9 серпня  |
| Бронза | Нацумі Хосі | Плавання                        | 200 м батерфляєм (жінки)                   | 10 серпня |
| Бронза | Рюносуке Хага | Дзюдо                           | до 100 кг (чоловіки)                       | 11 серпня |
| Бронза | Дзюн Мідзутані                                                                                                   | Настільний теніс                | одиночний розряд (чоловіки)                | 11 серпня |
| Бронза | Канае Ямабе | Дзюдо                           | понад 78 кг (жінки)                        | 12 серпня |
| Бронза | Кей Нісікорі | Теніс                           | чоловічий одиночний турнір                 | 14 серпня |
| Бронза | Кендзо Сіраї | Гімнастика                      | опорний стрибок (чоловіки)                 | 15 серпня |
| Бронза | Юкіко Інуі Рісако Міцуї                                                                                          | Синхронне плавання              | дуети                                      | 16 серпня |
| Бронза | Ісікава Касумі Фукухара Ай Міма Іто                                                                              | Настільний теніс                | командний розряд (жінки)                   | 16 серпня |
| Бронза | Нодзомі Окухара                                                                                                  | Бадмінтон                       | одиночний розряд (жінки))                  | 19 серпня |
| Бронза | Айка Хакояма Юкіко Інуі Кей Марумо Рісако Міцуї Канамі Накамакі Маі Накамура Кано Омата Курумі Йосіда Айко Хаясі | Синхронне плавання              | групи                                      | 19 серпня |
| Бронза | Хіроокі Араі | Легка атлетика                  | спортивна ходьба на 50 км (чоловіки)       | 19 серпня |

## Спортсмени
| Дисципліна                      | Чоловіки | Жінки | Разом |
| ------------------------------- | -------- | ----- | ----- |
| Стрільба з лука                 | 1        | 3     | 4     |
| Легка атлетика                  | 34       | 14    | 48    |
| Бадмінтон                       | 4        | 5     | 9     |
| Баскетбол                       | 0        | 12    | 12    |
| Бокс                            | 2        | 0     | 2     |
| Веслування на байдарках і каное | 4        | 1     | 5     |
| Велоспорт                       | 8        | 2     | 10    |
| Стрибки у воду                  | 2        | 1     | 3     |
| Кінний спорт                    | 7        | 3     | 10    |
| Фехтування                      | 3        | 3     | 6     |
| Хокей на траві                  | 0        | 16    | 16    |
| Футбол                          | 18       | 0     | 18    |
| Гольф                           | 2        | 2     | 4     |
| Гімнастика                      | 7        | 12    | 19    |
| Дзюдо                           | 7        | 7     | 14    |
| Сучасне п'ятиборство            | 2        | 1     | 3     |
| Академічне веслування           | 2        | 2     | 4     |
| Регбі-7                         | 12       | 12    | 24    |
| Вітрильний спорт                | 5        | 6     | 11    |
| Стрільба                        | 5        | 3     | 8     |
| Плавання                        | 18       | 18    | 36    |
| Синхронне плавання              | —        | 9     | 9     |
| Настільний теніс                | 3        | 3     | 6     |
| Тхеквондо                       | 0        | 1     | 1     |
| Теніс                           | 1        | 3     | 4     |
| Тріатлон                        | 1        | 3     | 4     |
| Волейбол                        | 0        | 12    | 12    |
| Водне поло                      | 13       | 0     | 13    |
| Важка атлетика                  | 3        | 4     | 7     |
| Боротьба                        | 4        | 6     | 10    |
| Разом                           | 167      | 164   | 331   |

## Стрільба з лука
| Спортсмен                               | Дисципліна                        | Попередній раунд | Попередній раунд | 1/32 фіналу            | 1/16 фіналу         | 1/8 фіналу           | Чвертьфінали               | Півфінали          | Фінал / БМ         | Фінал / БМ       |                 |
| Спортсмен                               | Дисципліна                        | Результат        | Сіяний           | Суперник Результат     | Суперник Результат  | Суперник Результат   | Суперник Результат         | Суперник Результат | Суперник Результат | Місце            |                 |
| --------------------------------------- | --------------------------------- | ---------------- | ---------------- | ---------------------- | ------------------- | -------------------- | -------------------------- | ------------------ | ------------------ | ---------------- | --------------- |
| Фурукава Такахару                       | індивідуальна першість (чоловіки) | 680              | 7                | Ділеманс (NED) W 7–1   | Нестенг (NOR) W 6–0 | Родрігес (ESP) W 7–3 | Еллісон (USA) L 2–6        | Завершив виступ    | Завершив виступ    | Завершив виступ  |                 |
| Юкі Хаясі                               | індивідуальна першість (жінки)    | 591              | 59               | Wu JX (CHN) L 1–7      | Завершила виступ    | Завершила виступ     | Завершила виступ           | Завершила виступ   | Завершила виступ   | Завершила виступ |                 |
| Каванака Каорі                          | індивідуальна першість (жінки)    | 650              | 10               | Псарра (GRE) W 7–3     | Фолкард (GBR) L 0–6 | Завершив виступ      | Завершив виступ            | Завершив виступ    | Завершив виступ    | Завершив виступ  | Завершив виступ |
| Саорі Наґаміне                          | індивідуальна першість (жінки)    | 621              | 39               | dos Santos (BRA) L 3–7 | Завершив виступ     | Завершив виступ      | Завершив виступ            | Завершив виступ    | Завершив виступ    | Завершив виступ  |                 |
| Юкі Хаясі Каванака Каорі Саорі Наґаміне | командна першість (жінки)         | 1862             | 9                | Н/Д                    | Н/Д                 | Україна (UKR) W 6–2  | Південна Корея (KOR) L 1–5 | Завершила виступ   | Завершила виступ   | Завершила виступ |                 |

## Легка атлетика
Легенда
- Note – для трекових дисциплін місце вказане лише для забігу, в якому взяв участь спортсмен
- Q = пройшов у наступне коло напряму
- q = пройшов у наступне коло за добором (для трекових дисциплін - найшвидші часи серед тих, хто не пройшов напряму; для технічних дисциплін - увійшов до визначеної кількості фіналістів за місцем якщо напряму пройшло менше спортсменів, ніж визначена кількість)
- NR = Національний рекорд
- N/A = Коло відсутнє у цій дисципліні
- Bye = спортсменові не потрібно змагатися у цьому колі

Трекові і шосейні дисципліни
Чоловіки
| Спортсмен                                                      | Дисципліна           | Попередній забіг | Попередній забіг | Чвертьфінал | Чвертьфінал | Півфінал        | Півфінал        | Фінал           | Фінал           |
| Спортсмен                                                      | Дисципліна           | Результат        | Місце            | Результат   | Місце       | Результат       | Місце           | Результат       | Місце           |
| -------------------------------------------------------------- | -------------------- | ---------------- | ---------------- | ----------- | ----------- | --------------- | --------------- | --------------- | --------------- |
| Асука Кембрідж                                                 | 100 м                | Bye              | Bye              | 10.13       | 2 Q         | 10.17           | 7               | Завершив виступ | Завершив виступ |
| Кірю Йосіхіде                                                  | 100 м                | Bye              | Bye              | 10.23       | 4           | Завершив виступ | Завершив виступ | Завершив виступ | Завершив виступ |
| Ямагата Рьота                                                  | 100 м                | Bye              | Bye              | 10.20       | 2 Q         | 10.05           | 5               | Завершив виступ | Завершив виступ |
| Кендзі Фудзіміцу                                               | 200 м                | 20.86            | 6                | Н/Д         | Н/Д         | Завершив виступ | Завершив виступ | Завершив виступ | Завершив виступ |
| Ійдзука Сьота                                                  | 200 м                | 20.49            | 4                | Н/Д         | Н/Д         | Завершив виступ | Завершив виступ | Завершив виступ | Завершив виступ |
| Кей Такасе                                                     | 200 м                | 20.71            | 6                | Н/Д         | Н/Д         | Завершив виступ | Завершив виступ | Завершив виступ | Завершив виступ |
| Юзо Канемару                                                   | 400 м                | 48.38            | 8                | Н/Д         | Н/Д         | Завершив виступ | Завершив виступ | Завершив виступ | Завершив виступ |
| Джуліан Джруммі Волш                                           | 400 м                | 46.37            | 6                | Н/Д         | Н/Д         | Завершив виступ | Завершив виступ | Завершив виступ | Завершив виступ |
| Сьо Кавамото                                                   | 800 м                | 1:49.41          | 4                | Н/Д         | Н/Д         | Завершив виступ | Завершив виступ | Завершив виступ | Завершив виступ |
| Кота Мураяма                                                   | 5000 м               | 14:26.72         | 22               | Н/Д         | Н/Д         | Н/Д             | Н/Д             | Завершив виступ | Завершив виступ |
| Кота Мураяма                                                   | 10000 м              | Н/Д              | Н/Д              | Н/Д         | Н/Д         | Н/Д             | Н/Д             | 29:02.51        | 30              |
| Сугуру Осако                                                   | 5000 м               | 13:31.45         | 16               | Н/Д         | Н/Д         | Н/Д             | Н/Д             | Завершив виступ | Завершив виступ |
| Сугуру Осако                                                   | 10000 м              | Н/Д              | Н/Д              | Н/Д         | Н/Д         | Н/Д             | Н/Д             | 27:51.94        | 17              |
| Юта Шітара                                                     | 10000 м              | Н/Д              | Н/Д              | Н/Д         | Н/Д         | Н/Д             | Н/Д             | 28:55.23        | 29              |
| Ватару Ядзава                                                  | 110 м з бар'єрами    | 13.88            | 3                | Н/Д         | Н/Д         | Завершив виступ | Завершив виступ | Завершив виступ | Завершив виступ |
| Юкі Мацусіта                                                   | 400 м з бар'єрами    | 49.60            | 4                | Н/Д         | Н/Д         | Завершив виступ | Завершив виступ | Завершив виступ | Завершив виступ |
| Кейсуке Нодзава                                                | 400 м з бар'єрами    | 48.62            | 1 Q              | Н/Д         | Н/Д         | 49.20           | 6               | Завершив виступ | Завершив виступ |
| Кадзуя Сьодзірі                                                | 3000 м з перешкодами | 8:40.98          | 11               | Н/Д         | Н/Д         | Н/Д             | Н/Д             | Завершив виступ | Завершив виступ |
| Суехіро Ісікава                                                | Марафон              | Н/Д              | Н/Д              | Н/Д         | Н/Д         | Н/Д             | Н/Д             | 2:17:08         | 36              |
| Хісанорі Кітадзіма                                             | Марафон              | Н/Д              | Н/Д              | Н/Д         | Н/Д         | Н/Д             | Н/Д             | 2:25:11         | 94              |
| Сатору Сасакі                                                  | Марафон              | Н/Д              | Н/Д              | Н/Д         | Н/Д         | Н/Д             | Н/Д             | 2:13:57         | 16              |
| Ісаму Фудзісава                                                | ходьба на 20 км      | Н/Д              | Н/Д              | Н/Д         | Н/Д         | Н/Д             | Н/Д             | 1:22:03         | 21              |
| Дайсуке Мацунаґа                                               | ходьба на 20 км      | Н/Д              | Н/Д              | Н/Д         | Н/Д         | Н/Д             | Н/Д             | 1:20:22         | 7               |
| Такахасі Ейкі                                                  | ходьба на 20 км      | Н/Д              | Н/Д              | Н/Д         | Н/Д         | Н/Д             | Н/Д             | 1:24:59         | 42              |
| Арай Хіроокі                                                   | ходьба на 50 км      | Н/Д              | Н/Д              | Н/Д         | Н/Д         | Н/Д             | Н/Д             | 3:41:24         | 3               |
| Коїтіро Моріока                                                | ходьба на 50 км      | Н/Д              | Н/Д              | Н/Д         | Н/Д         | Н/Д             | Н/Д             | 3:58:59         | 26              |
| Такаюкі Тані                                                   | ходьба на 50 км      | Н/Д              | Н/Д              | Н/Д         | Н/Д         | Н/Д             | Н/Д             | 3:51:00         | 14              |
| Асука Кембрідж Ійдзука Сьота Кірю Йосіхіде Ямагата Рьота       | 4 × 100 m relay      | 37.68 AS         | 1 Q              | Н/Д         | Н/Д         | Н/Д             | Н/Д             | 37.60 AS        | 2               |
| Нобуя Като Такамаса Кітаґава Томоя Тамура Джуліан Джруммі Волш | 4 × 400 m relay      | 3:02.95          | 7                | Н/Д         | Н/Д         | Н/Д             | Н/Д             | Завершив виступ | Завершив виступ |

Жінки
| Спортсменка      | Дисципліна           | Попередній забіг | Попередній забіг | Півфінал         | Півфінал         | Фінал            | Фінал            |
| Спортсменка      | Дисципліна           | Результат        | Місце            | Результат        | Місце            | Результат        | Місце            |
| ---------------- | -------------------- | ---------------- | ---------------- | ---------------- | ---------------- | ---------------- | ---------------- |
| Тісато Фукусіма  | 200 м                | 23.21            | 5                | Завершила виступ | Завершила виступ | Завершила виступ | Завершила виступ |
| Місакі Онісі     | 5000 м               | 15:29.17         | 9                | Н/Д              | Н/Д              | Завершила виступ | Завершила виступ |
| Аюко Судзукі     | 5000 м               | 15:41.81         | 12               | Н/Д              | Н/Д              | Завершила виступ | Завершила виступ |
| Міюкі Уехара     | 5000 м               | 15:23.41         | 7 q              | Н/Д              | Н/Д              | 15:34.97         | 15               |
| Ханамі Секіне    | 10000 м              | Н/Д              | Н/Д              | Н/Д              | Н/Д              | 31:44.44         | 20               |
| Юка Такасіма     | 10000 м              | Н/Д              | Н/Д              | Н/Д              | Н/Д              | 31:36.44         | 18               |
| Сатомі Кубокура  | 400 м з бар'єрами    | 57.34            | 5                | Завершила виступ | Завершила виступ | Завершила виступ | Завершила виступ |
| Андзю Такамізава | 3000 м з перешкодами | 9:58.59          | 17               | Н/Д              | Н/Д              | Завершила виступ | Завершила виступ |
| Кайоко Фукусі    | Марафон              | Н/Д              | Н/Д              | Н/Д              | Н/Д              | 2:29:53          | 14               |
| Маї Іто          | Марафон              | Н/Д              | Н/Д              | Н/Д              | Н/Д              | 2:37:37          | 46               |
| Томомі Танака    | Марафон              | Н/Д              | Н/Д              | Н/Д              | Н/Д              | 2:31:12          | 19               |
| Куміко Окада     | ходьба на 20 км      | Н/Д              | Н/Д              | Н/Д              | Н/Д              | 1:32:42          | 32               |

Технічні дисципліни
Чоловіки
| Спортсмен      | Дисципліна         | Кваліфікація       | Кваліфікація | Фінал              | Фінал           |
| Спортсмен      | Дисципліна         | Результат у метрах | Місце        | Результат у метрах | Місце           |
| -------------- | ------------------ | ------------------ | ------------ | ------------------ | --------------- |
| Рьохей Арай    | метання списа      | 84.16              | 4 Q          | 79.47              | 11              |
| Такасі Ето     | стрибки у висоту   | 2.17               | =35          | Завершив виступ    | Завершив виступ |
| Дайґо Хасеґава | потрійний стрибок  | 16.17              | 29           | Завершив виступ    | Завершив виступ |
| Хірокі Оґіта   | стрибки з жердиною | 5.45               | 21           | Завершив виступ    | Завершив виступ |
| Дайчі Савано   | стрибки з жердиною | 5.60               | =10 q        | 5.50               | =7              |
| Сейто Ямамото  | стрибки з жердиною | НС                 | —            | Завершив виступ    | Завершив виступ |
| Кохей Ямасіта  | потрійний стрибок  | 15.71              | 35           | Завершив виступ    | Завершив виступ |

Жінки
| Спортсменка | Дисципліна        | Кваліфікація       | Кваліфікація | Фінал              | Фінал            |
| Спортсменка | Дисципліна        | Результат у метрах | Місце        | Результат у метрах | Місце            |
| ----------- | ----------------- | ------------------ | ------------ | ------------------ | ---------------- |
| Кономі Каї  | стрибки в довжину | 5.87               | 37           | Завершила виступ   | Завершила виступ |
| Юкі Ебіхара | метання списа     | 57.68              | 21           | Завершила виступ   | Завершила виступ |

Комбіновані дисципліни – десятиборство (чоловіки)
| Спортсмен        | Дисципліна | 100 м | СД   | ШЯ    | СВ   | 400 м | 110Б  | МД    | СЖ   | МС    | 1500 м  | Final | Місце |
| ---------------- | ---------- | ----- | ---- | ----- | ---- | ----- | ----- | ----- | ---- | ----- | ------- | ----- | ----- |
| Акіхіко Накамура | Результат  | 11.04 | 7.13 | 12.00 | 1.92 | 48.93 | 14.57 | 34.91 | 4.70 | 51.24 | 4:18.37 | 7612  | 22    |
| Акіхіко Накамура | Points     | 852   | 845  | 606   | 731  | 865   | 902   | 562   | 819  | 607   | 823     | 7612  | 22    |
| Кейсуке Усіро    | Результат  | 11.30 | 6.83 | 14.14 | 1.98 | 50.43 | 15.09 | 49.90 | 4.90 | 66.63 | 4:46.33 | 7952  | 20    |
| Кейсуке Усіро    | Points     | 795   | 774  | 737   | 785  | 795   | 839   | 868   | 880  | 838   | 641     | 7952  | 20    |

## Бадмінтон
Чоловіки
| Спортсмен                   | Дисципліна       | Груповий етап                                  | Груповий етап                                 | Груповий етап                        | Груповий етап | Вибування          | Чвертьфінал                             | Півфінал           | Фінал / БМ         | Фінал / БМ      |
| Спортсмен                   | Дисципліна       | Суперник Результат                             | Суперник Результат                            | Суперник Результат                   | Місце         | Суперник Результат | Суперник Результат                      | Суперник Результат | Суперник Результат | Місце           |
| --------------------------- | ---------------- | ---------------------------------------------- | --------------------------------------------- | ------------------------------------ | ------------- | ------------------ | --------------------------------------- | ------------------ | ------------------ | --------------- |
| Сасакі Сьо (бадмінтоніст)   | одиночний розряд | Усеф (GBR) L (15–21, 9–21)                     | Koukal (CZE) W (21–10, 16–21, 21–12)          | Н/Д                                  | 2             | Завершив виступ    | Завершив виступ                         | Завершив виступ    | Завершив виступ    | Завершив виступ |
| Хіроюкі Ендо Кеніті Хаякава | парний розряд    | Ахсан / Сетьяван (INA) W (21–17, 16–21, 21–14) | Chai B / Hong W (CHN) W (21–18, 14–21, 23–21) | Аттрі / Редді (IND) L (21-23, 11–21) | 2 Q           | Н/Д                | Елліс / Ленгрідж (GBR) L (19–21, 17–21) | Завершив виступ    | Завершив виступ    | Завершив виступ |

Жінки
| Спортсменка                   | Дисципліна       | Груповий етап                           | Груповий етап                           | Груповий етап                                        | Груповий етап | Вибування                      | Чвертьфінал                                     | Півфінал                                 | Фінал / БМ                                          | Фінал / БМ       |
| Спортсменка                   | Дисципліна       | Суперниця Результат                     | Суперниця Результат                     | Суперниця Результат                                  | Місце         | Суперниця Результат            | Суперниця Результат                             | Суперниця Результат                      | Суперниця Результат                                 | Місце            |
| ----------------------------- | ---------------- | --------------------------------------- | --------------------------------------- | ---------------------------------------------------- | ------------- | ------------------------------ | ----------------------------------------------- | ---------------------------------------- | --------------------------------------------------- | ---------------- |
| Окухара Нодзомі               | одиночний розряд | Vū T T (VIE) W (21–10, 21–8)            | Фанетрі (INA) W (21–12, 21–12)          | Н/Д                                                  | 1 Q           | Bae Y-j (KOR) W (21–6, 21–7)   | Акане (JPN) W (11–21, 21–17, 21–10)             | Сінду (IND) L (19–21, 10–21)             | Li Xr (CHN) W WO                                    | 3                |
| Акане Ямагуті                 | одиночний розряд | Гавнхольт (CZE) W (20–22, 21-12, 21–15) | Tee J Y (MAS) W (21–18, 21–5)           | Н/Д                                                  | 1 Q           | Інтанон (THA) W (21–19, 21–16) | Окухара (JPN) L (21–11, 17–21, 10–21)           | Завершила виступ                         | Завершила виступ                                    | Завершила виступ |
| Мацумото Місакі Такахасі Аяка | парний розряд    | Мускенс / Пік (NED) W (21–9, 21–11)     | Гутта / Поннаппа (IND) W (21–15, 21–10) | Супаджиракул / Таераттаначхаї (THA) W (21–15, 21–15) | 2 Q           | Н/Д                            | Hoo K M / Woon K W (MAS) W (21–16, 18–21, 21–9) | Чон Г И / Сін С Ч (KOR) W (21–16, 21–17) | Педерсен / Rytter Juhl (DEN) W (18–21, 21–9, 21–19) | 1                |

Змішаний
| Спортсмен                   | Дисципліна    | Груповий етап                           | Груповий етап                      | Груповий етап                       | Груповий етап | Чвертьфінал                             | Півфінал           | Фінал / БМ         | Фінал / БМ      |
| Спортсмен                   | Дисципліна    | Суперник Результат                      | Суперник Результат                 | Суперник Результат                  | Місце         | Суперник Результат                      | Суперник Результат | Суперник Результат | Місце           |
| --------------------------- | ------------- | --------------------------------------- | ---------------------------------- | ----------------------------------- | ------------- | --------------------------------------- | ------------------ | ------------------ | --------------- |
| Кента Кадзуно Аяне Куріхара | парний розряд | Ко С Х / Кім Х Н (KOR) L (23–25, 17–21) | Чу / Субанді (USA) W (21–6, 21–12) | Арендс / Пік (NED) W (21–14, 21–19) | 2 Q           | Чжан Н / Zhao YL (CHN) L (14–21, 12–21) | Завершив виступ    | Завершив виступ    | Завершив виступ |

## Баскетбол

### Жіночий турнір
Склад команди
Нижче наведено склад збірної Японії в турнірі з баскетболу на літніх Олімпійських іграх 2016.
Груповий етап
| Команда   | І | В | П | З   | П   | РМ  | О  |
| --------- | - | - | - | --- | --- | --- | -- |
| Австралія | 5 | 5 | 0 | 400 | 345 | +55 | 10 |
| Франція   | 5 | 3 | 2 | 344 | 343 | +1  | 8  |
| Туреччина | 5 | 3 | 2 | 324 | 325 | -1  | 8  |
| Японія    | 5 | 3 | 2 | 386 | 378 | +8  | 8  |
| Білорусь  | 5 | 1 | 4 | 347 | 361 | -14 | 6  |
| Бразилія  | 5 | 0 | 5 | 335 | 384 | -49 | 5  |

| 6 серпня 2016 19:45 | Протокол | Білорусь                                             | 73–77 | Японія                                         |  | Молодіжна арена Глядачів: 2586 |
| 6 серпня 2016 19:45 | Протокол | Рахунок за чвертями: 21–26, 19–15, 20–19, 13–17      |       |                                                |  | Молодіжна арена Глядачів: 2586 |
| 6 серпня 2016 19:45 | Протокол | Очки: Левченко 15 Підб.: Веремеєнко 10 РП: Гардінг 5 |       | Очки: Куріхара 20 Підб.: Йосіда 9 РП: Йосіда 8 |  | Молодіжна арена Глядачів: 2586 |

| 8 серпня 2016 17:30 | Протокол | Японія                                            | 82–66 | Бразилія                                                |  | Молодіжна арена Глядачів: 2624 |
| 8 серпня 2016 17:30 | Протокол | Рахунок за чвертями: 19-20, 28-13, 26-19, 9-14    |       |                                                         |  | Молодіжна арена Глядачів: 2624 |
| 8 серпня 2016 17:30 | Протокол | Очки: Токашикі 23 Підб.: Токашикі 9 РП: Йосіда 11 |       | Очки: Кастро Маркеш 20 Підб.: дус Сантус 16 РП: Пінту 6 |  | Молодіжна арена Глядачів: 2624 |

| 9 серпня 2016 17:45 | Протокол | Туреччина                                           | 76–62 | Японія                                           |  | Молодіжна арена Глядачів: 2624 |
| 9 серпня 2016 17:45 | Протокол | Рахунок за чвертями: 24–9, 14–14, 19–16, 19–23      |       |                                                  |  | Молодіжна арена Глядачів: 2624 |
| 9 серпня 2016 17:45 | Протокол | Очки: Сендерс 36 Підб.: Чаглар 9 РП: Олбен, Чакир 5 |       | Очки: Токашикі 13 Підб.: Токашикі 7 РП: Йосіда 7 |  | Молодіжна арена Глядачів: 2624 |

| 11 серпня 2016 17:45 | Протокол | Японія                                                      | 86–92 | Австралія                                                |  | Молодіжна арена Глядачів: 3315 |
| 11 серпня 2016 17:45 | Протокол | Рахунок за чвертями: 24–23, 26–25, 21–11, 15–33             |       |                                                          |  | Молодіжна арена Глядачів: 3315 |
| 11 серпня 2016 17:45 | Протокол | Очки: Токашикі 23 Підб.: Куріхара, Токашикі 7 РП: Йосіда 11 |       | Очки: Кембідж 37 Підб.: Кембідж 10 РП: Мітчелл, Тейлор 7 |  | Молодіжна арена Глядачів: 3315 |

| 13 серпня 2016 17:45 | Протокол | Японія                                          | 79–71 | Франція                                          |  | Молодіжна арена Глядачів: 3351 |
| 13 серпня 2016 17:45 | Протокол | Рахунок за чвертями: 17–19, 23–13, 23–22, 16–17 |       |                                                  |  | Молодіжна арена Глядачів: 3351 |
| 13 серпня 2016 17:45 | Протокол | Очки: Йосіда 24 Підб.: Токашикі 7 РП: Йосіда 7  |       | Очки: Епупа, Якубу 14 Підб.: Груда 9 РП: Груда 4 |  | Молодіжна арена Глядачів: 3351 |

Чвертьфінал
| 16 серпня 2016 18:45 | Протокол | США                                              | 110–64 | Японія                                              |  | Молодіжна арена Глядачів: 7471 |
| 16 серпня 2016 18:45 | Протокол | Рахунок за чвертями: 30–23, 26–23, 25–13, 29–5   |        |                                                     |  | Молодіжна арена Глядачів: 7471 |
| 16 серпня 2016 18:45 | Протокол | Очки: Мур, Торасі 19 Підб.: Грінер 7 РП: Чарлз 5 |        | Очки: Токашикі 14 Підб.: 4 гравці по 3 РП: Йосіда 8 |  | Молодіжна арена Глядачів: 7471 |

## Бокс
| Спортсмен        | Категорія           | 1/16 фіналу         | 1/8 фіналу            | Чвертьфінали       | Півфінали          | Фінал              | Фінал           |
| Спортсмен        | Категорія           | Суперник Результат  | Суперник Результат    | Суперник Результат | Суперник Результат | Суперник Результат | Місце           |
| ---------------- | ------------------- | ------------------- | --------------------- | ------------------ | ------------------ | ------------------ | --------------- |
| Арасі Морісака   | до 56 кг (чоловіки) | Авагян (ARM) L 1–2  | Завершив виступ       | Завершив виступ    | Завершив виступ    | Завершив виступ    | Завершив виступ |
| Дайсуке Нарімацу | до 60 кг (чоловіки) | Cabrera (VEN) W 2–1 | Бальдерас (USA) L 0–3 | Завершив виступ    | Завершив виступ    | Завершив виступ    | Завершив виступ |

## Веслування на байдарках і каное

### Слалом
| Спортсмен                  | Дисципліна     | Попередній раунд | Попередній раунд | Попередній раунд | Попередній раунд | Попередній раунд | Попередній раунд | Півфінал         | Півфінал         | Фінал            | Фінал            |
| Спортсмен                  | Дисципліна     | Заплив 1         | Місце            | Заплив 2         | Місце            | Кращий           | Місце            | Час              | Місце            | Час              | Місце            |
| -------------------------- | -------------- | ---------------- | ---------------- | ---------------- | ---------------- | ---------------- | ---------------- | ---------------- | ---------------- | ---------------- | ---------------- |
| Ханеда Такуя               | чоловіки К-1   | 98.69            | 6                | 94.58            | 4                | 94.58            | 5 Q              | 98.84            | 6 Q              | 97.44            | 3                |
| Сьота Сасакі Цубаса Сасакі | Чоловіки's C-2 | 122.04           | 10               | 119.04           | 10               | 119.04           | 12               | Завершив виступ  | Завершив виступ  | Завершив виступ  | Завершив виступ  |
| Казукі Ядзава              | чоловіки Б-1   | 92.23            | 9                | 98.08            | 16               | 92.23            | 14 Q             | 97.19            | 11               | Завершив виступ  | Завершив виступ  |
| Акі Ядзава                 | жінки Б-1      | 120.17           | 18               | 128.00           | 16               | 120.17           | 20               | Завершила виступ | Завершила виступ | Завершила виступ | Завершила виступ |

## Велоспорт

### Шосе
| Спортсмен    | Дисципліна                       | Час          | Місце        |
| ------------ | -------------------------------- | ------------ | ------------ |
| Юкія Арасіро | Групова шосейна гонка (чоловіки) | 6:19:43      | 27           |
| Кохей Утіма  | Групова шосейна гонка (чоловіки) | Не фінішував | Не фінішував |
| Ері Йонаміне | групова шосейна гонка (жінки)    | 3:56:23      | 17           |
| Ері Йонаміне | роздільна шосейна гонка (жінки)  | 46:43.09     | 15           |

### Трек
Спринт
| Спортсмен        | Дисципліна        | Кваліфікація           | Кваліфікація | Раунд 1                         | Втішний поєдинок 1              | Раунд 2                         | Втішний поєдинок 2              | Чвертьфінали                    | Півфінали                       | Фінал                           | Фінал           |
| Спортсмен        | Дисципліна        | Час Швидкість (км/год) | Місце        | Суперник Час Швидкість (км/год) | Суперник Час Швидкість (км/год) | Суперник Час Швидкість (км/год) | Суперник Час Швидкість (км/год) | Суперник Час Швидкість (км/год) | Суперник Час Швидкість (км/год) | Суперник Час Швидкість (км/год) | Місце           |
| ---------------- | ----------------- | ---------------------- | ------------ | ------------------------------- | ------------------------------- | ------------------------------- | ------------------------------- | ------------------------------- | ------------------------------- | ------------------------------- | --------------- |
| Сеїтіро Накаґава | спринт (чоловіки) | 10.241 70.305          | 25           | Завершив виступ                 | Завершив виступ                 | Завершив виступ                 | Завершив виступ                 | Завершив виступ                 | Завершив виступ                 | Завершив виступ                 | Завершив виступ |

Кейрін
| Спортсмен          | Дисципліна        | Перший раунд | Втішний поєдинок | Другий раунд    | Final           |
| Спортсмен          | Дисципліна        | Місце        | Місце            | Місце           | Місце           |
| ------------------ | ----------------- | ------------ | ---------------- | --------------- | --------------- |
| Кадзунарі Ватанабе | Кейрін (чоловіки) | 5 R          | 4                | Завершив виступ | Завершив виступ |
| Юта Вакімото       | Кейрін (чоловіки) | 6 R          | 2                | Завершив виступ | Завершив виступ |

Омніум
| Спортсмен       | Дисципліна        | Скретч | Скретч | Індивідуальна гонка переслідування | Індивідуальна гонка переслідування | Індивідуальна гонка переслідування | Гонка на вибування | Гонка на вибування | Гіт з місця на 1 км | Гіт з місця на 1 км | Гіт з місця на 1 км | Гіт з ходу на 250 м | Гіт з ходу на 250 м | Гіт з ходу на 250 м | Гонка за очками | Гонка за очками | Загалом очок | Місце |
| Спортсмен       | Дисципліна        | Місце  | Очки   | Час                                | Місце                              | Очки                               | Місце              | Очки               | Час                 | Місце               | Очки                | Час                 | Місце               | Очки                | Очки            | Місце           | Загалом очок | Місце |
| --------------- | ----------------- | ------ | ------ | ---------------------------------- | ---------------------------------- | ---------------------------------- | ------------------ | ------------------ | ------------------- | ------------------- | ------------------- | ------------------- | ------------------- | ------------------- | --------------- | --------------- | ------------ | ----- |
| Казушіґе Кубокі | омніум (чоловіки) | 13     | 18     | 4:39.889                           | 18                                 | 6                                  | 4                  | 34                 | 1:05.498            | 15                  | 12                  | 13.587              | 13                  | 10                  | 1               | 12              | 81           | 14    |
| Сакура Цукаґоші | омніум (жінки)    | 17     | 8      | 3:46.842                           | 16                                 | 10                                 | 17                 | 8                  | 35.625              | 6                   | 30                  | 14.638              | 15                  | 12                  | 0               | 14              | 68           | 16    |

### Маунтінбайк
| Спортсмен     | Дисципліна             | Час     | Місце |
| ------------- | ---------------------- | ------- | ----- |
| Ямамото Кюхей | маунтінбайк (чоловіки) | 1:40:34 | 21    |

### BMX
| Спортсмен         | Дисципліна     | Кваліфікація | Кваліфікація | Чвертьфінал | Чвертьфінал | Півфінал        | Півфінал        | Фінал           | Фінал           |
| Спортсмен         | Дисципліна     | Результат    | Місце        | Очки        | Місце       | Очки            | Місце           | Результат       | Місце           |
| ----------------- | -------------- | ------------ | ------------ | ----------- | ----------- | --------------- | --------------- | --------------- | --------------- |
| Йошітаку Наґасако | BMX (чоловіки) | 35.286       | 12           | 21          | 8           | Завершив виступ | Завершив виступ | Завершив виступ | Завершив виступ |

## Стрибки у воду
| Спортсмен      | Дисципліна                   | Попередні змагання | Попередні змагання | Півфінали       | Півфінали       | Фінал           | Фінал           |
| Спортсмен      | Дисципліна                   | Очки               | Місце              | Очки            | Місце           | Очки            | Місце           |
| -------------- | ---------------------------- | ------------------ | ------------------ | --------------- | --------------- | --------------- | --------------- |
| Сьо Сакаї      | трамплін, 3 метри (чоловіки) | 373.70             | 22                 | Завершив виступ | Завершив виступ | Завершив виступ | Завершив виступ |
| Кен Тераучі    | трамплін, 3 метри (чоловіки) | 380.85             | 20                 | Завершив виступ | Завершив виступ | Завершив виступ | Завершив виступ |
| Мінамі Ітахасі | вишка, 10 метрів (жінки)     | 320.20             | 10 Q               | 335.55          | 8 Q             | 356.60          | 8               |

## Кінний спорт

### Виїздка
| Спортсмен                                            | Кінь       | Дисципліна    | Grand Prix | Grand Prix | Grand Prix Special | Grand Prix Special | Grand Prix Freestyle | Grand Prix Freestyle | Загалом         | Загалом         |
| Спортсмен                                            | Кінь       | Дисципліна    | Результат  | Місце      | Результат          | Місце              | За техніку           | За артистизм         | Результат       | Місце           |
| ---------------------------------------------------- | ---------- | ------------- | ---------- | ---------- | ------------------ | ------------------ | -------------------- | -------------------- | --------------- | --------------- |
| Кііті Харада                                         | Egistar    | Індивідуальні | 68.286     | 45         | Завершив виступ    | Завершив виступ    | Завершив виступ      | Завершив виступ      | Завершив виступ | Завершив виступ |
| Юко Кітай                                            | Don Lorean | Індивідуальні | 67.271     | 48         | Завершив виступ    | Завершив виступ    | Завершив виступ      | Завершив виступ      | Завершив виступ | Завершив виступ |
| Акане Курокі                                         | Toots      | Індивідуальні | 66.900     | 50         | Завершив виступ    | Завершив виступ    | Завершив виступ      | Завершив виступ      | Завершив виступ | Завершив виступ |
| Масанао Такахасі                                     | Fabriano   | Індивідуальні | 62.986     | 58         | Завершив виступ    | Завершив виступ    | Завершив виступ      | Завершив виступ      | Завершив виступ | Завершив виступ |
| Кііті Харада Юко Кітай Акане Курокі Масанао Такахасі | Див. вище  | Команда       | 67.486     | 11         | Завершив виступ    | Завершив виступ    | Н/Д                  | Н/Д                  | 67.486          | 11              |

### Триборство
| Спортсмен       | Кінь              | Дисципліна    | Виїздка      | Виїздка | Крос         | Крос    | Крос  | Конкур       | Конкур       | Конкур       | Конкур          | Конкур          | Конкур          | Загалом         | Загалом         |
| Спортсмен       | Кінь              | Дисципліна    | Виїздка      | Виїздка | Крос         | Крос    | Крос  | Кваліфікація | Кваліфікація | Кваліфікація | Фінал           | Фінал           | Фінал           | Загалом         | Загалом         |
| Спортсмен       | Кінь              | Дисципліна    | Штрафні очки | Місце   | Штрафні очки | Загалом | Місце | Штрафні очки | Загалом      | Місце        | Штрафні очки    | Загалом         | Місце           | Штрафні очки    | Місце           |
| --------------- | ----------------- | ------------- | ------------ | ------- | ------------ | ------- | ----- | ------------ | ------------ | ------------ | --------------- | --------------- | --------------- | --------------- | --------------- |
| Рюдзо Кітадзіма | Just Chocolate    | Індивідуальні | 57.70        | 60      | 74.40        | 132.00  | 42    | Відмовився   | Відмовився   | Відмовився   | Завершив виступ | Завершив виступ | Завершив виступ | Завершив виступ | Завершив виступ |
| Йосіакі Ойва    | The Duke of Cavan | Індивідуальні | 47.00        | 29      | 18.00        | 65.00   | 17    | 4.00         | 69.00        | 20 Q         | 8.00            | 77.00           | 20              | 77.00           | 20              |

### Конкур
| Спортсмен                                                  | Кінь          | Дисципліна    | Кваліфікація | Кваліфікація | Кваліфікація | Кваліфікація | Кваліфікація | Кваліфікація    | Кваліфікація    | Кваліфікація    | Фінал           | Фінал           | Фінал           | Фінал           | Фінал           | Загалом         | Загалом         |
| Спортсмен                                                  | Кінь          | Дисципліна    | Раунд 1      | Раунд 1      | Раунд 2      | Раунд 2      | Раунд 2      | Раунд 3         | Раунд 3         | Раунд 3         | Фінал A         | Фінал A         | Фінал B         | Фінал B         | Фінал B         | Загалом         | Загалом         |
| Спортсмен                                                  | Кінь          | Дисципліна    | Штрафні очки | Місце        | Штрафні очки | Загалом      | Місце        | Штрафні очки    | Загалом         | Місце           | Штрафні очки    | Місце           | Штрафні очки    | Загалом         | Місце           | Штрафні очки    | Місце           |
| ---------------------------------------------------------- | ------------- | ------------- | ------------ | ------------ | ------------ | ------------ | ------------ | --------------- | --------------- | --------------- | --------------- | --------------- | --------------- | --------------- | --------------- | --------------- | --------------- |
| Дайсуке Фукусіма                                           | Cornet        | Індивідуальні | 47 #         | =68TO        | 1            | TO           | TO           | Завершив виступ | Завершив виступ | Завершив виступ | Завершив виступ | Завершив виступ | Завершив виступ | Завершив виступ | Завершив виступ | Завершив виступ | Завершив виступ |
| Тосікі Масуї                                               | Taloubetdarco | Індивідуальні | 16           | =64TO        | 12           | TO           | TO           | Завершив виступ | Завершив виступ | Завершив виступ | Завершив виступ | Завершив виступ | Завершив виступ | Завершив виступ | Завершив виступ | Завершив виступ | Завершив виступ |
| Тайдзо Суґітані                                            | Imothep       | Індивідуальні | 16           | =64TO        | 12           | TO           | TO           | Завершив виступ | Завершив виступ | Завершив виступ | Завершив виступ | Завершив виступ | Завершив виступ | Завершив виступ | Завершив виступ | Завершив виступ | Завершив виступ |
| Рейко Такеда                                               | Bardolino     | Індивідуальні | 4            | =27 Q        | 1            | 5            | =26 Q        | Retired         | Retired         | Retired         | Завершив виступ | Завершив виступ | Завершив виступ | Завершив виступ | Завершив виступ | Завершив виступ | Завершив виступ |
| Дайсуке Фукусіма Тосікі Масуї Тайдзо Суґітані Рейко Такеда | Див. вище     | Команда       | 36           | 14           | 14           | Н/Д          | 13           | Завершив виступ | Завершив виступ | Завершив виступ | Н/Д             | Н/Д             | Н/Д             | Н/Д             | Н/Д             | 14              | 13              |

"TO" позначає, що вершник кваліфікувався тільки в командні змагання. "#" позначає, що очки цього вершника не входять до заліку командного змагання, оскільки зараховуються лише результати трьох найкращих вершників.

## Фехтування
| Спортсмен       | Дисципліна                                          | 1/32 фіналу         | 1/16 фіналу            | 1/8 фіналу            | Чвертьфінал         | Півфінал           | Фінал / БМ         | Фінал / БМ       |
| Спортсмен       | Дисципліна                                          | Суперник Результат  | Суперник Результат     | Суперник Результат    | Суперник Результат  | Суперник Результат | Суперник Результат | Місце            |
| --------------- | --------------------------------------------------- | ------------------- | ---------------------- | --------------------- | ------------------- | ------------------ | ------------------ | ---------------- |
| Кадзуясу Мінобе | індивідуальна шпага (чоловіки)                      | Bye                 | Фічера (ITA) W 15–8    | Авдєєв (RUS) W 15–11  | Грум'є (FRA) L 8–15 | Завершив виступ    | Завершив виступ    | Завершив виступ  |
| Ота Юкі         | індивідуальна рапіра (чоловіки)                     | Bye                 | Тольдо (BRA) L 13–15   | Завершив виступ       | Завершив виступ     | Завершив виступ    | Завершив виступ    | Завершив виступ  |
| Кента Токунан   | індивідуальна шабля (чоловіки)\|Індивідуальна шабля | Н/Д                 | Анстет (FRA) L 13–15   | Завершив виступ       | Завершив виступ     | Завершив виступ    | Завершив виступ    | Завершив виступ  |
| Nozomi Nakano   | індивідуальна шпага (жінки)                         | Теран (MEX) W 15–12 | Логунова (RUS) W 15–14 | Шемякіна (UKR) W 11–8 | Сас (HUN) L 4–15    | Завершила виступ   | Завершила виступ   | Завершила виступ |
| Сіхо Нісіока    | індивідуальна рапіра (жінки)                        | Bye                 | Nam H-h (KOR) W 15–12  | Бубакрі (TUN) L 10–15 | Завершила виступ    | Завершила виступ   | Завершила виступ   | Завершила виступ |
| Тіка Аокі       | командна шабля (жінки)                              | Греньч (PAN) L 5–15 | Завершила виступ       | Завершила виступ      | Завершила виступ    | Завершила виступ   | Завершила виступ   | Завершила виступ |

## Хокей на траві
Підсумок

Легенда:
- FT – Після основного часу.
- P – Долю матчу вирішило пробиття пенальті.

| Команда       | Дисципліна     | Груповий етап      | Груповий етап      | Груповий етап      | Груповий етап         | Груповий етап      | Груповий етап | Чвертьфінал        | Півфінал           | Фінал / БМ         | Фінал / БМ |
| Команда       | Дисципліна     | Суперник Результат | Суперник Результат | Суперник Результат | Суперник Результат    | Суперник Результат | Місце         | Суперник Результат | Суперник Результат | Суперник Результат | Місце      |
| ------------- | -------------- | ------------------ | ------------------ | ------------------ | --------------------- | ------------------ | ------------- | ------------------ | ------------------ | ------------------ | ---------- |
| Japan women's | жіночий турнір | Індія D 2–2        | Аргентина L 0–4    | США L 1–6          | Велика Британія L 0–2 | Австралія L 0–2    | 5             | Завершила виступ   | Завершила виступ   | Завершила виступ   | 10         |

### Жіночий турнір
Склад команди
Шаблон:Склад жіночої збірної Японії з хокею на траві на літніх Олімпійських іграх 2016
Груповий етап
Шаблон:Підсумкова таблиця в групі B жіночого турніру з хокею на траві на літніх Олімпійських іграх 2016
Шаблон:Жіночий турнір з хокею на траві на літніх Олімпійських іграх 2016, гра B3
Шаблон:Жіночий турнір з хокею на траві на літніх Олімпійських іграх 2016, гра B6
Шаблон:Жіночий турнір з хокею на траві на літніх Олімпійських іграх 2016, гра B9
Шаблон:Жіночий турнір з хокею на траві на літніх Олімпійських іграх 2016, гра B12
Шаблон:Жіночий турнір з хокею на траві на літніх Олімпійських іграх 2016, гра B15

## Футбол
Підсумок

Легенда:
- A.E.T – Після додаткового часу.
- P – долю матчу вирішила серія післяматчевих пенальті.

| Команда     | Дисципліна       | Груповий етап      | Груповий етап      | Груповий етап      | Груповий етап | Чвертьфінал        | Півфінал           | Фінал / БМ         | Фінал / БМ |
| Команда     | Дисципліна       | Суперник Результат | Суперник Результат | Суперник Результат | Місце         | Суперник Результат | Суперник Результат | Суперник Результат | Місце      |
| ----------- | ---------------- | ------------------ | ------------------ | ------------------ | ------------- | ------------------ | ------------------ | ------------------ | ---------- |
| Japan men's | чоловічий турнір | Нігерія L 4–5      | Колумбія D 2–2     | Швеція W 1–0       | 3             | Завершив виступ    | Завершив виступ    | Завершив виступ    | 10         |

### Чоловічий турнір
Склад команди
Шаблон:Склад чоловічої збірної Японії з футболу на літніх Олімпійських іграх 2016
Груповий етап
Футбол на літніх Олімпійських іграх 2016 — чоловічий турнір – Group B
Шаблон:Чоловічий турнір з футболу на літніх Олімпійських іграх 2016, гра B2
Шаблон:Чоловічий турнір з футболу на літніх Олімпійських іграх 2016, гра B4
Шаблон:Чоловічий турнір з футболу на літніх Олімпійських іграх 2016, гра B5

## Гольф
| Спортсмен     | Дисципліна | Раунд 1   | Раунд 2   | Раунд 3   | Раунд 4   | Загалом   | Загалом | Загалом |
| Спортсмен     | Дисципліна | Результат | Результат | Результат | Результат | Результат | Пар     | Місце   |
| ------------- | ---------- | --------- | --------- | --------- | --------- | --------- | ------- | ------- |
| Юта Ікеда     | чоловіки   | 74        | 69        | 69        | 69        | 281       | −3      | =21     |
| Сінґо Катаяма | чоловіки   | 74        | 75        | 76        | 66        | 292       | +8      | 54      |
| Хару Номура   | жінки      | 69        | 69        | 72        | 65        | 275       | −9      | =4      |
| Сіно Ояма     | жінки      | 70        | 71        | 77        | 74        | 292       | +8      | 42      |

## Гімнастика

### Спортивна гімнастика
Чоловіки
Командна першість
| Спортсмен     | Дисципліна | Кваліфікація | Кваліфікація | Кваліфікація | Кваліфікація | Кваліфікація | Кваліфікація | Кваліфікація | Кваліфікація | Фінал    | Фінал  | Фінал  | Фінал  | Фінал  | Фінал  | Фінал   | Фінал |     |        |        |        |     |     |
| Спортсмен     | Дисципліна | Вправа       | Вправа       | Вправа       | Вправа       | Вправа       | Вправа       | Загалом      | Місце        | Вправа   | Вправа | Вправа | Вправа | Вправа | Вправа | Загалом | Місце |     |        |        |        |     |     |
| ------------- | ---------- | ------------ | ------------ | ------------ | ------------ | ------------ | ------------ | ------------ | ------------ | -------- | ------ | ------ | ------ | ------ | ------ | ------- | ----- | --- | ------ | ------ | ------ | --- | --- |
| Спортсмен     | Дисципліна | Като Рьохей  | Команда      | 15.033       | 14.800       | 13.996       | 14.933       | Загалом      | Місце        | 15.500 Q | 15.000 | 89.232 | 6 Q    | 15.466 | 14.933 | Загалом | Місце | Н/Д | 15.000 | 15.500 | 15.066 | Н/Д | Н/Д |
| Сіраї Кендзо  | 15.333 Q   | Н/Д          | Н/Д          | 15.466 Q     | Н/Д          | Н/Д          | Н/Д          | Н/Д          | 16.133       | Н/Д      | Н/Д    | 15.633 | Н/Д    | Н/Д    |        |         |       |     |        |        |        | Н/Д | Н/Д |
| Юсуке Танака  | 15.233     | 13.366       | Команда      | 14.733       | Н/Д          | 14.666       | Н/Д          | Н/Д          | Н/Д          | Н/Д      | Н/Д    | 14.933 | Н/Д    | 15.900 | 15.166 |         |       |     |        |        |        | Н/Д | Н/Д |
| Утімура Кохей | 15.533 Q   | 14.966       | Команда      | 14.700       | 15.533       | 15.466       | 14.300       | 90.498       | 2 Q          | 15.600   | 15.100 | 14.800 | 15.566 | 15.366 | 15.166 |         |       |     |        |        |        | Н/Д | Н/Д |
| Ямамуро Кодзі | Н/Д        | 14.533       | Команда      | 14.700       | 13.200       | 12.733       | 14.333       | Н/Д          | Н/Д          | Н/Д      | 13.900 | 14.866 | Н/Д    | Н/Д    | Н/Д    |         |       |     |        |        |        | Н/Д | Н/Д |
| Загалом       | 46.099     | 44.299       | Команда      | 44.133       | 45.932       | 44.832       | 43.999       | 269.294      | 4 Q          | 47.199   | 43.933 | 44.599 | 46.199 | 46.766 | 45.398 | 274.094 | 1     |     |        |        |        |     |     |

Індивідуальні фінали
| Спортсмен        | Дисципліна         | Вправа      | Вправа             | Вправа | Вправа | Вправа | Вправа | Загалом | Місце |        |        |        |    |
| ---------------- | ------------------ | ----------- | ------------------ | ------ | ------ | ------ | ------ | ------- | ----- | ------ | ------ | ------ | -- |
| Спортсмен        | Дисципліна         | Като Рьохей | Абсолютна першість | 15.266 | 14.900 | 14.566 | 15.058 | Загалом | Місце | 14.900 | 13.900 | 88.590 | 11 |
| Паралельні бруси | Н/Д                | Н/Д         | Н/Д                | Н/Д    | 15.233 | Н/Д    | 15.233 | 7       |       |        |        |        |    |
| Сіраї Кендзо     | Вільні вправи      | 15.366      | Н/Д                | Н/Д    | Н/Д    | Н/Д    | Н/Д    | 15.366  | 4     |        |        |        |    |
| Сіраї Кендзо     | опорний стрибок    | Н/Д         | Н/Д                | Н/Д    | 15.449 | Н/Д    | Н/Д    | 15.449  | 3     |        |        |        |    |
| Утімура Кохей    | Абсолютна першість | 15.766      | 14.900             | 14.733 | 15.566 | 15.600 | 15.800 | 92.365  | 1     |        |        |        |    |
| Утімура Кохей    | Вільні вправи      | 15.241      | Н/Д                | Н/Д    | Н/Д    | Н/Д    | Н/Д    | 15.241  | 5     |        |        |        |    |

Жінки
Командна першість
| Спортсменка             | Дисципліна | Кваліфікація | Кваліфікація | Кваліфікація | Кваліфікація | Кваліфікація | Кваліфікація | Фінал  | Фінал  | Фінал  | Фінал  | Фінал   | Фінал |     |     |        |     |     |
| Спортсменка             | Дисципліна | Вправа       | Вправа       | Вправа       | Вправа       | Загалом      | Місце        | Вправа | Вправа | Вправа | Вправа | Загалом | Місце |     |     |        |     |     |
| ----------------------- | ---------- | ------------ | ------------ | ------------ | ------------ | ------------ | ------------ | ------ | ------ | ------ | ------ | ------- | ----- | --- | --- | ------ | --- | --- |
| Спортсменка             | Дисципліна | Сае Міякава  | Команда      | 14.966       | Н/Д          | Н/Д          | Місце        | 13.266 | Н/Д    | Н/Д    | 15.066 | Загалом | Місце | Н/Д | Н/Д | 13.908 | Н/Д | Н/Д |
| Маї Муракамі            | 14.700     | 14.166       | Команда      | 13.833       | 14.566 Q     | 57.265       | 9 Q          | 14.833 | Н/Д    | 13.833 | 14.466 |         |       |     |     |        | Н/Д | Н/Д |
| Айко Суґіхара           | 14.300     | 14.400       | Команда      | 14.133       | 14.033       | 56.866       | 16           | Н/Д    | 14.600 | 14.300 | 14.100 |         |       |     |     |        | Н/Д | Н/Д |
| Асука Терамото          | 14.800     | 14.900       | Команда      | 13.666       | 13.700       | 57.066       | 12 Q         | 14.933 | 14.866 | 14.466 | Н/Д    |         |       |     |     |        | Н/Д | Н/Д |
| Юко УтіямаYuki Uchiyama | Н/Д        | 14.800       | Команда      | 13.733       | Н/Д          | Н/Д          | Н/Д          | Н/Д    | 15.000 | Н/Д    | Н/Д    |         |       |     |     |        | Н/Д | Н/Д |
| Загалом                 | 44.466     | 44.100       | Команда      | 41.699       | 42.299       | 172.564      | 7 Q          | 44.832 | 44.466 | 42.599 | 42.474 | 174.371 | 4     |     |     |        |     |     |

Індивідуальні фінали
| Спортсмен      | Дисципліна         | Вправа       | Вправа             | Вправа | Вправа | Загалом | Місце |        |        |        |    |
| -------------- | ------------------ | ------------ | ------------------ | ------ | ------ | ------- | ----- | ------ | ------ | ------ | -- |
| Спортсмен      | Дисципліна         | Маї Муракамі | Абсолютна першість | 14.866 | 13.766 | Загалом | Місце | 13.900 | 14.133 | 56.665 | 14 |
| Вільні вправи  | Н/Д                | Н/Д          | Н/Д                | 14.533 | 14.533 | 7       |       |        |        |        |    |
| Асука Терамото | Абсолютна першість | 15.100       | 14.566             | 14.266 | 14.033 | 57.965  | 8     |        |        |        |    |

### Художня гімнастика
| Спортсменка   | Дисципліна                  | Кваліфікація | Кваліфікація | Кваліфікація | Кваліфікація | Кваліфікація | Кваліфікація | Фінал            | Фінал            | Фінал            | Фінал            | Фінал            | Фінал            |
| Спортсменка   | Дисципліна                  | Обруч        | М'яч         | Булави       | Стрічка      | Загалом      | Місце        | Обруч            | М'яч             | Булави           | Стрічка          | Загалом          | Місце            |
| ------------- | --------------------------- | ------------ | ------------ | ------------ | ------------ | ------------ | ------------ | ---------------- | ---------------- | ---------------- | ---------------- | ---------------- | ---------------- |
| Кахо Мінагава | Індивідуальне багатоборство | 16.666       | 17.341       | 17.500       | 17.016       | 68.52        | 16           | Завершила виступ | Завершила виступ | Завершила виступ | Завершила виступ | Завершила виступ | Завершила виступ |

| Спортсменка                                                            | Дисципліна            | Кваліфікація | Кваліфікація     | Кваліфікація | Кваліфікація | Фінал   | Фінал            | Фінал   | Фінал |
| Спортсменка                                                            | Дисципліна            | 5 balls      | 6 булав 2 обручі | Загалом      | Місце        | 5 balls | 6 булав 2 обручі | Загалом | Місце |
| ---------------------------------------------------------------------- | --------------------- | ------------ | ---------------- | ------------ | ------------ | ------- | ---------------- | ------- | ----- |
| Аірі Хатакеяма Ріе Мацубара Сакура Носітані Саюрі Суґімото Кіко Йокота | групове багатоборство | 17.416       | 17.733           | 35.149       | 5 Q          | 16.550  | 17.650           | 34.200  | 8     |

### Стрибки на батуті
| Спортсмен      | Дисципліна | Кваліфікація | Кваліфікація | Фінал           | Фінал           |
| Спортсмен      | Дисципліна | Результат    | Місце        | Результат       | Місце           |
| -------------- | ---------- | ------------ | ------------ | --------------- | --------------- |
| Масакі Іто     | чоловіки   | 108.465      | 6 Q          | 58.800          | 6               |
| Ґінґа Мунетомо | чоловіки   | 108.190      | 7 Q          | 59.535          | 4               |
| Рана Накано    | жінки      | 96.775       | 13           | Завершив виступ | Завершив виступ |

## Дзюдо
Чоловіки
| Спортсмен         | Категорія    | 1/32 фіналу        | 1/16 фіналу                  | 1/8 фіналу                   | Чвертьфінали                  | Півфінали                   | Втішний поєдинок              | Фінал / БМ                   | Фінал / БМ |
| Спортсмен         | Категорія    | Суперник Результат | Суперник Результат           | Суперник Результат           | Суперник Результат            | Суперник Результат          | Суперник Результат            | Суперник Результат           | Місце      |
| ----------------- | ------------ | ------------------ | ---------------------------- | ---------------------------- | ----------------------------- | --------------------------- | ----------------------------- | ---------------------------- | ---------- |
| Такато Наохіса    | до 60 кг     | Bye                | Сіккарді (MON) W 101–000     | Petřikov (CZE) W 100–000     | Папінашвілі (GEO) L 000–100   | Завершив виступ             | Kim W-j (KOR) W 001–000       | Сафаров (AZE) W 000–000 S    | 3          |
| Ебінума Масасі    | до 66 кг     | Bye                | Чібана (BRA) W 101–000       | Ma Db (CHN) W 111–000        | Матео (DOM) W 111–000         | An B-u (KOR) L 000–001      | Bye                           | Bouchard (CAN) W 101–000     | 3          |
| Оно Сьохей        | до 73 кг     | Bye                | Murillo (CRC) W 100–000      | Скворцов (UAE) W 100–000     | Шавдатуашвілі (GEO) W 010–000 | van Tichelt (BEL) W 111–000 | Bye                           | Orujov (AZE) W 110–000       | 1          |
| Нагасе Таканорі   | до 81 кг     | Bye                | Чокнай (HUN) W 001–000       | Кібікай (GAB) W 100–000      | Тома (MDA) L 000–001          | Завершив виступ             | Валуа-Фортьє (CAN) W 100–000  | Чрікішвілі (GEO) W 001–000   | 3          |
| Бакер Машу        | до 90 кг     | Bye                | Оденталь (GER) W 100–000     | Куколь (SRB) W 100–000       | Іддір (FRA) W 100–000         | Cheng Xz (CHN) W 100–000    | Bye                           | Ліпартеліані (GEO) W 001–000 | 1          |
| Хага Рюносуке     | до 100 кг    | Bye                | Бородавко (LAT) W 001–000    | Бузакаріні (BRA) W 000–000 S | Крпалек (CZE) L 000–000 S     | Завершив виступ             | Гвініашвілі (GEO) W 000–000 S | Блошенко (UKR) W 100–000     | 3          |
| Харасава Хісайосі | понад 100 кг | Н/Д                | Окруашвілі (GEO) W 000–000 S | Кокаурі (AZE) W 100–000      | García (CUB) W 100–000        | Тангрієв (UZB) W 101–000    | Bye                           | Рінер (FRA) L 000–000 S      | 2          |

Жінки
| Спортсменка     | Категорія   | 1/16 фіналу            | 1/8 фіналу                | Чвертьфінали               | Півфінали                  | Втішний поєдинок    | Фінал / БМ                | Фінал / БМ       |
| Спортсменка     | Категорія   | Суперниця Результат    | Суперниця Результат       | Суперниця Результат        | Суперниця Результат        | Суперниця Результат | Суперниця Результат       | Місце            |
| --------------- | ----------- | ---------------------- | ------------------------- | -------------------------- | -------------------------- | ------------------- | ------------------------- | ---------------- |
| Кондо Амі       | до 48 кг    | Bye                    | Каррільйо (MEX) W 101–000 | Галбадрах (KAZ) W 100–010  | Парето (ARG) L 000–010     | Bye                 | Уранцецег (MGL) W 001–000 | 3                |
| Накамура Місато | до 52 кг    | Bye                    | Цолмон (MGL) W 100–000    | Кузютіна (RUS) W 100–000   | Келменді (KOS) L 000–000 S | Bye                 | Міранда (BRA) W 001–000   | 3                |
| Мацумото Каорі  | до 57 кг    | Bye                    | Дабонне (CIV) W 101–000   | Пав'я (FRA) W 010–000      | Сум'яа (MGL) L 000–100     | Bye                 | Lien C-l (TPE) W 100–000  | 3                |
| Міку Тасіро     | до 63 кг    | Bye                    | Haecker (AUS) W 111–000   | Хекер (AUT) W 001–000      | Агбеньєну (FRA) L 000–000  | Bye                 | Джербі (ISR) L 000–011    | 5                |
| Татімото Харука | до 70 кг    | Zhou C (CHN) W 100–000 | Поллінг (NED) W 002–001   | Зупанчіч (CAN) W 010–000   | Варгас-Кох (GER) W 010–000 | Bye                 | Альвеар (COL) W 100–000   | 1                |
| Мамі Умекі      | до 78 кг    | Bye                    | Йоо (HUN) L 000–002       | Завершила виступ           | Завершила виступ           | Завершила виступ    | Завершила виступ          | Завершила виступ |
| Ямабе Канае     | понад 78 кг | Bye                    | Pakenytė (LTU) W 100–000  | Савелкоулс (NED) W 101–000 | Ортіс (CUB) L 000–001      | Bye                 | Саїт (TUR) W 010–000      | 3                |

## Сучасне п'ятиборство
| Спортсмен       | Дисципліна | Фехтування (шпага, один дотик) | Фехтування (шпага, один дотик) | Фехтування (шпага, один дотик) | Фехтування (шпага, один дотик) | Плавання (200 м вільним стилем) | Плавання (200 м вільним стилем) | Плавання (200 м вільним стилем) | Верхова їзда (конкур) | Верхова їзда (конкур) | Верхова їзда (конкур) | Комбіновано: стрільба/біг (10 м, пневматичний пістолет)/(3200 м) | Комбіновано: стрільба/біг (10 м, пневматичний пістолет)/(3200 м) | Комбіновано: стрільба/біг (10 м, пневматичний пістолет)/(3200 м) | Загалом очок | Підсумкове місце |
| Спортсмен       | Дисципліна | RR                             | BR                             | Місце                          | Очки                           | Час                             | Місце                           | Очки                            | Штрафні очки          | Місце                 | Очки                  | Час                                                              | Місце                                                            | MP Points                                                        | Загалом очок | Підсумкове місце |
| --------------- | ---------- | ------------------------------ | ------------------------------ | ------------------------------ | ------------------------------ | ------------------------------- | ------------------------------- | ------------------------------- | --------------------- | --------------------- | --------------------- | ---------------------------------------------------------------- | ---------------------------------------------------------------- | ---------------------------------------------------------------- | ------------ | ---------------- |
| Shōhei Iwamoto  | чоловіки   | 9–26                           | 0                              | 36                             | 154                            | 2:08.65                         | 33                              | 315                             | 0                     | 1                     | 300                   | 11:54.59                                                         | 30                                                               | 586                                                              | 1355         | 30               |
| Томоя Мігуті    | чоловіки   | 20–15                          | 0                              | 11                             | 220                            | 2:02.62                         | 12                              | 333                             | 19                    | 20                    | 281                   | 12:02.88                                                         | 31                                                               | 578                                                              | 1412         | 22               |
| Нацумі Томонаґа | жінки      | 15–20                          | 0                              | 27                             | 190                            | 2:15.63                         | 12                              | 294                             | 2                     | 6                     | 298                   | 12:55.44                                                         | 15                                                               | 525                                                              | 1307         | 13               |

## Академічне веслування
| Спортсмен                  | Дисципліна                          | Заїзди  | Заїзди | Втішний заплив | Втішний заплив | Півфінали | Півфінали | Фінал   | Фінал |
| Спортсмен                  | Дисципліна                          | Час     | Місце  | Час            | Місце          | Час       | Місце     | Час     | Місце |
| -------------------------- | ----------------------------------- | ------- | ------ | -------------- | -------------- | --------- | --------- | ------- | ----- |
| Хіросі Накано Хідекі Омото | Парні двійки, легка вага (чоловіки) | 6:34.27 | 3 R    | 7:11.20        | 3 SC/D         | 7:30.64   | 3 FC      | 6:45.81 | 15    |
| Аямі Ойсі Тіакі Томіта     | Парні двійки, легка вага (жінки)    | 7:15.75 | 4 R    | 8:00.50        | 2 SA/B         | 7:46.41   | 6 FB      | 7:42.87 | 12    |

Пояснення до кваліфікації: FA=Фінал A (за медалі); FB=Фінал B (не за медалі); FC=Фінал C (не за медалі); FD=Фінал D (не за медалі); FE=Фінал E (не за медалі); FF=Фінал F (не за медалі); SA/B=Півфінали A/B; SC/D=Півфінали C/D; SE/F=Півфінали E/F; QF=Чвертьфінали; R=Потрапив у втішний заплив

## Регбі-7

### Чоловічий турнір
Склад команди
Шаблон:Склад чоловічої збірної Японії з регбі-7 на літніх Олімпійських іграх 2016
Груповий етап
Шаблон:Підсумкова таблиця в групі C чоловічого турніру з регбі-7 на літніх Олімпійських іграх 2016
Шаблон:Чоловічий турнір з регбі-7 на літніх Олімпійських іграх 2016, гра C2
Шаблон:Чоловічий турнір з регбі-7 на літніх Олімпійських іграх 2016, гра C3
Шаблон:Чоловічий турнір з регбі-7 на літніх Олімпійських іграх 2016, гра C5
Чвертьфінал
Шаблон:Чоловічий турнір з регбі-7 на літніх Олімпійських іграх 2016, гра D2
Півфінал
Шаблон:Чоловічий турнір з регбі-7 на літніх Олімпійських іграх 2016, гра G1
Матч за бронзову медаль
Шаблон:Чоловічий турнір з регбі-7 на літніх Олімпійських іграх 2016, гра H1

### Жіночий турнір
Склад команди
Шаблон:Склад жіночої збірної Японії з регбі-7 на літніх Олімпійських іграх 2016
Груповий етап
Шаблон:Підсумкова таблиця в групі C жіночого турніру з регбі-7 на літніх Олімпійських іграх 2016
Шаблон:Жіночий турнір з регбі-7 на літніх Олімпійських іграх 2016, гра C2
Шаблон:Жіночий турнір з регбі-7 на літніх Олімпійських іграх 2016, гра C3
Шаблон:Жіночий турнір з регбі-7 на літніх Олімпійських іграх 2016, гра C5
Півфінал за 9–12 місця
Шаблон:Жіночий турнір з регбі-7 на літніх Олімпійських іграх 2016, гра E2
Матч за 9-те місце
Шаблон:Жіночий турнір з регбі-7 на літніх Олімпійських іграх 2016, гра E4

## Вітрильний спорт
Чоловіки
| Спортсмен                    | Дисципліна | Заплив | Заплив | Заплив | Заплив | Заплив | Заплив | Заплив | Заплив | Заплив | Заплив | Заплив | Заплив | Заплив | Очки | Підсумкове місце |
| Спортсмен                    | Дисципліна | 1      | 2      | 3      | 4      | 5      | 6      | 7      | 8      | 9      | 10     | 11     | 12     | M*     | Очки | Підсумкове місце |
| ---------------------------- | ---------- | ------ | ------ | ------ | ------ | ------ | ------ | ------ | ------ | ------ | ------ | ------ | ------ | ------ | ---- | ---------------- |
| Макото Томідзава             | RS:X       | 10     | 8      | 18     | 19     | 13     | 22     | 7      | 14     | 18     | 15     | 14     | 2      | EL     | 138  | 15               |
| Кадзуто Дої Кіміхіко Імамура | 470        | 15     | 21     | 16     | 16     | 15     | 16     | 22     | 12     | 7      | 17     | Н/Д    | Н/Д    | EL     | 135  | 17               |
| Юкіо Макіно Кендзі Такахасі  | 49er       | 3      | 15     | 17     | 8      | 8      | 2      | 20     | 12     | 17     | 15     | 16     | 20     | EL     | 132  | 18               |

Жінки
| Спортсменка                  | Дисципліна   | Заплив | Заплив | Заплив | Заплив | Заплив | Заплив | Заплив | Заплив | Заплив | Заплив | Заплив | Заплив | Заплив | Очки | Підсумкове місце |
| Спортсменка                  | Дисципліна   | 1      | 2      | 3      | 4      | 5      | 6      | 7      | 8      | 9      | 10     | 11     | 12     | M*     | Очки | Підсумкове місце |
| ---------------------------- | ------------ | ------ | ------ | ------ | ------ | ------ | ------ | ------ | ------ | ------ | ------ | ------ | ------ | ------ | ---- | ---------------- |
| Мегумі Іседа                 | RS:X         | 23     | 22     | 19     | 22     | 15     | 14     | 27     | 13     | 19     | 13     | 18     | 20     | EL     | 198  | 20               |
| Манамі Дой                   | Лазер радіал | 21     | 14     | 18     | 24     | 24     | 23     | 2      | 1      | 15     | 21     | Н/Д    | Н/Д    | EL     | 139  | 20               |
| Ай Кондо Йосіда Міхо Йосіока | 470          | 1      | 4      | 3      | 7      | 19     | 9      | 12     | 4      | 11     | 1      | Н/Д    | Н/Д    | 14     | 66   | 5                |
| Міягава Кейко Такано Сена    | 49erFX       | UFD    | 15     | 20     | 19     | 18     | 20     | 20     | 19     | UFD    | 19     | 19     | 20     | EL     | 210  | 20               |

M = Медальний заплив; EL = Вибув – не потрапив до медального запливу

## Стрільба
Чоловіки
| Спортсмен         | Дисципліна                       | Кваліфікація | Кваліфікація | Фінал           | Фінал           |
| Спортсмен         | Дисципліна                       | Очки         | Місце        | Очки            | Місце           |
| ----------------- | -------------------------------- | ------------ | ------------ | --------------- | --------------- |
| Теруйосі Акіяма   | швидкісний пістолет, 25 м        | 564          | 22           | Завершив виступ | Завершив виступ |
| Томоюкі Мацуда    | Пневматичний пістолет, 10 м      | 576          | 22           | Завершив виступ | Завершив виступ |
| Томоюкі Мацуда    | Пістолет, 50 м                   | 550          | 19           | Завершив виступ | Завершив виступ |
| Ейта Морі         | швидкісний пістолет, 25 м        | 570          | 19           | Завершив виступ | Завершив виступ |
| Наоя Окада        | Пневматична гвинтівка, 10 м      | 622.6        | 20           | Завершив виступ | Завершив виступ |
| Тосікадзу Ямасіта | Пневматична гвинтівка, 10 м      | 619.5        | 36           | Завершив виступ | Завершив виступ |
| Тосікадзу Ямасіта | Гвинтівка лежачи, 50 м           | 617.4        | 41           | Завершив виступ | Завершив виступ |
| Тосікадзу Ямасіта | Гвинтівка з трьох положень, 50 м | 1169         | 22           | Завершив виступ | Завершив виступ |

Жінки
| Спортсменка   | Дисципліна                  | Кваліфікація | Кваліфікація | Півфінал         | Півфінал         | Фінал            | Фінал            |
| Спортсменка   | Дисципліна                  | Очки         | Місце        | Очки             | Місце            | Очки             | Місце            |
| ------------- | --------------------------- | ------------ | ------------ | ---------------- | ---------------- | ---------------- | ---------------- |
| Наоко Ісіхара | Скит                        | 62           | 18           | Завершила виступ | Завершила виступ | Завершила виступ | Завершила виступ |
| Юкіє Накаяма  | Трап                        | 61           | 20           | Завершила виступ | Завершила виступ | Завершила виступ | Завершила виступ |
| Акіко Сато    | Пневматичний пістолет, 10 м | 369          | 42           | Н/Д              | Н/Д              | Завершила виступ | Завершила виступ |
| Акіко Сато    | пістолет, 25 м              | 565          | 34           | Завершила виступ | Завершила виступ | Завершила виступ | Завершила виступ |

Пояснення до кваліфікації: Q = Пройшов у наступне коло; q = Кваліфікувався щоб змагатись у поєдинку за бронзову медаль

## Плавання
Чоловіки
| Спортсмен                                                              | Дисципліна                        | Попередній заплив | Попередній заплив | Півфінал        | Півфінал        | Фінал           | Фінал           |
| Спортсмен                                                              | Дисципліна                        | Час               | Місце             | Час             | Місце           | Час             | Місце           |
| ---------------------------------------------------------------------- | --------------------------------- | ----------------- | ----------------- | --------------- | --------------- | --------------- | --------------- |
| Ехара Найто                                                            | 400 м вільним стилем              | 3:50.61           | 31                | Н/Д             | Н/Д             | Завершив виступ | Завершив виступ |
| Фудзі Такуро                                                           | 100 м батерфляєм                  | 52.36             | 20                | Завершив виступ | Завершив виступ | Завершив виступ | Завершив виступ |
| Фудзіморі Хіромаса                                                     | 200 м комплексом                  | 1:58.88           | 7 Q               | 1:58.20         | 7 Q             | 1:57.21         | 4               |
| Хаґіно Косуке                                                          | 200 м вільним стилем              | 1:46.19           | 7 Q               | 1:45.45         | 2 Q             | 1:45.90         | 7               |
| Хаґіно Косуке                                                          | 200 м комплексом                  | 1:58.79           | 6 Q               | 1:57.38         | 4 Q             | 1:56.61         | 2               |
| Хаґіно Косуке                                                          | 400 м комплексом                  | 4:10.00           | 3 Q               | Н/Д             | Н/Д             | 4:06.05         | 1               |
| Дзюніа Хасеґава                                                        | 100 м на спині                    | 54.17             | 19                | Завершив виступ | Завершив виступ | Завершив виступ | Завершив виступ |
| Ясунарі Хіраї                                                          | 10 км                             | Н/Д               | Н/Д               | Н/Д             | Н/Д             | 1:53:04.6       | 8               |
| Іріє Рьосуке                                                           | 100 м на спині                    | 53.49             | 8 Q               | 53.21           | 7 Q             | 53.42           | 7               |
| Іріє Рьосуке                                                           | 200 м на спині                    | 1:56.61           | 8 Q               | 1:56.31         | 7 Q             | 1:56.36         | 8               |
| Масакі Канеко                                                          | 200 м на спині                    | 1:57.19           | 13 Q              | 1:56.78         | 11              | Завершив виступ | Завершив виступ |
| Ясухіро Косекі                                                         | 100 м брасом                      | 58.91             | 2 Q               | 59.23           | 4 Q             | 59.37           | 6               |
| Ясухіро Косекі                                                         | 200 м брасом                      | 2:08.61           | 2 Q               | 2:07.91         | 4 Q             | 2:07.80         | 5               |
| Кацумі Накамура                                                        | 50 м вільним стилем               | 22.13             | 18                | Завершив виступ | Завершив виступ | Завершив виступ | Завершив виступ |
| Кацумі Накамура                                                        | 100 м вільним стилем              | 48.61             | 17                | Завершив виступ | Завершив виступ | Завершив виступ | Завершив виступ |
| Masato Sakai                                                           | 200 м батерфляєм                  | 1:55.76           | 6 Q               | 1:55.32         | 6 Q             | 1:53.40         | 2               |
| Сето Дайя                                                              | 200 м батерфляєм                  | 1:55.79           | 8 Q               | 1:55.28         | 5 Q             | 1:54.82         | 5               |
| Сето Дайя                                                              | 400 м комплексом                  | 4:08.47           | 2 Q               | Н/Д             | Н/Д             | 4:09.71         | 3               |
| Сінрі Сьоура                                                           | 50 м вільним стилем               | 22.01             | =14 Q             | 22.18           | 16              | Завершив виступ | Завершив виступ |
| Сінрі Сьоура                                                           | 100 м вільним стилем              | 48.94             | 27                | Завершив виступ | Завершив виступ | Завершив виступ | Завершив виступ |
| Іппей Ватанабе                                                         | 100 м брасом                      | 1:00.33           | 18                | Завершив виступ | Завершив виступ | Завершив виступ | Завершив виступ |
| Іппей Ватанабе                                                         | 200 м брасом                      | 2:09.63           | 8 Q               | 2:07.22 OR      | 1 Q             | 2:07.87         | 6               |
| Кендзі Кобасе Дзюнія Коґа Кацумі Накамура Сінрі Сьоура                 | Естафета 4 × 100 м вільним стилем | 3:14.17 NR        | 8 Q               | Н/Д             | Н/Д             | 3:14.48         | 8               |
| Ехара Найто Хаґіно Косуке Коборі Юкі Мацуда Такесі                     | Естафета 4 × 200 м вільним стилем | 7:07.68           | 5 Q               | Н/Д             | Н/Д             | 7:03.50         | 3               |
| Фудзі Такуро Іріє Рьосуке Ясухіро Косекі Кацумі Накамура* Сінрі Сьоура | Естафета 4 × 100 м комплексом     | 3:32.33           | 3 Q               | Н/Д             | Н/Д             | 3:31.97         | 5               |

Жінки
| Спортсменка                                          | Дисципліна                        | Попередній заплив | Попередній заплив | Півфінал         | Півфінал         | Фінал            | Фінал            |
| Спортсменка                                          | Дисципліна                        | Час               | Місце             | Час              | Місце            | Час              | Місце            |
| ---------------------------------------------------- | --------------------------------- | ----------------- | ----------------- | ---------------- | ---------------- | ---------------- | ---------------- |
| Судзука Хасеґава                                     | 200 м батерфляєм                  | 2:07.35           | 6 Q               | 2:07.33          | 9                | Завершила виступ | Завершила виступ |
| Хосі Нацумі                                          | 100 м батерфляєм                  | 58.15             | 14 Q              | 58.03            | 10               | Завершила виступ | Завершила виступ |
| Хосі Нацумі                                          | 200 м батерфляєм                  | 2:07.37           | 7 Q               | 2:06.74          | 4 Q              | 2:05.20          | 3                |
| Тіхіро Іґарасі                                       | 200 м вільним стилем              | 1:57.88           | 17                | Завершила виступ | Завершила виступ | Завершила виступ | Завершила виступ |
| Тіхіро Іґарасі                                       | 400 м вільним стилем              | 4:07.52           | 12                | Н/Д              | Н/Д              | Завершила виступ | Завершила виступ |
| Рікако Ікее                                          | 50 м вільним стилем               | 25.45             | 36                | Завершила виступ | Завершила виступ | Завершила виступ | Завершила виступ |
| Рікако Ікее                                          | 100 м вільним стилем              | 54.50             | =16 Q             | 54.31            | 12               | Завершила виступ | Завершила виступ |
| Рікако Ікее                                          | 200 м вільним стилем              | 1:58.49           | 21                | Завершила виступ | Завершила виступ | Завершила виступ | Завершила виступ |
| Рікако Ікее                                          | 100 м батерфляєм                  | 57.27             | 7 Q               | 57.05            | 3 Q              | 56.86            | 5                |
| Руна Імай                                            | 200 м комплексом                  | 2:11.78           | 11 Q              | 2:12.53          | 15               | Завершила виступ | Завершила виступ |
| Кането Ріе                                           | 200 м брасом                      | 2:22.86           | 2 Q               | 2:22.11          | 2 Q              | 2:20.30          | 1                |
| Yumi Kida                                            | 10 км                             | Н/Д               | Н/Д               | Н/Д              | Н/Д              | 1:57:35.2        | 12               |
| Яйой Мацумото                                        | 50 м вільним стилем               | 25.73             | 43                | Завершила виступ | Завершила виступ | Завершила виступ | Завершила виступ |
| Нацумі Сакаї                                         | 100 м на спині                    | 1:01.74           | 26                | Завершила виступ | Завершила виступ | Завершила виступ | Завершила виступ |
| Нацумі Сакаї                                         | 200 м на спині                    | 2:13.99           | 26                | Завершила виступ | Завершила виступ | Завершила виступ | Завершила виступ |
| Сакіко Сімідзу                                       | 400 м комплексом                  | 4:34.66           | 7 Q               | Н/Д              | Н/Д              | 4:38.06          | 8                |
| Судзукі Сатомі                                       | 100 м брасом                      | 1:06.99           | 13 Q              | 1:07.18          | 12               | Завершила виступ | Завершила виступ |
| Міхо Такахасі                                        | 400 м комплексом                  | 4:37.33           | =10               | Н/Д              | Н/Д              | Завершила виступ | Завершила виступ |
| Міхо Терамура                                        | 200 м комплексом                  | 2:10.34           | 5 Q               | 2:11.03          | 9                | Завершила виступ | Завершила виступ |
| Міккі Утіда                                          | 100 м вільним стилем              | 54.50             | =16 Q             | 54.39            | 14               | Завершила виступ | Завершила виступ |
| Канако Ватанабе                                      | 100 м брасом                      | 1:07.22           | 16 Q              | 1:07.43          | 15               | Завершила виступ | Завершила виступ |
| Канако Ватанабе                                      | 200 м брасом                      | 2:24.77           | 13 Q              | 2:25.10          | 14               | Завершила виступ | Завершила виступ |
| Рікако Ікее Яйой Мацумото Міккі Утіда Місакі Ямаґуті | Естафета 4 × 100 м вільним стилем | 3:36.74 NR        | 7 Q               | Н/Д              | Н/Д              | 3:37.78          | 8                |
| Tomomi Aoki Тіхіро Іґарасі Рікако Ікее Sachi Mochida | Естафета 4 × 200 м вільним стилем | 7:52.50           | 7 Q               | Н/Д              | Н/Д              | 7:56.76          | 8                |
| Рікако Ікее Нацумі Сакаї Міккі Утіда Канако Ватанабе | Естафета 4 × 100 м комплексом     | 3:59.82           | 10                | Н/Д              | Н/Д              | Завершила виступ | Завершила виступ |

## Синхронне плавання
| Спортсменка | Дисципліна | Обов'язкова програма | Обов'язкова програма | Довільна програма (попередня) | Довільна програма (попередня)    | Довільна програма (попередня) | Довільна програма (фінал) | Довільна програма (фінал)        | Довільна програма (фінал) |
| Спортсменка | Дисципліна | Очки                 | Місце                | Очки                          | Загалом (обов'язкова + довільна) | Місце                         | Очки                      | Загалом (обов'язкова + довільна) | Місце                     |
| --- | ---------- | -------------------- | -------------------- | ----------------------------- | -------------------------------- | ----------------------------- | ------------------------- | -------------------------------- | ------------------------- |
| Інуі Юкіко Міцуї Рісако                                                                                          | Дуети      | 93.1214              | 4                    | 94.4000                       | 187.5214                         | 3 Q                           | 94.9333                   | 188.0547                         | 3                         |
| Хакояма Айка Хаясі Айко Інуі Юкіко Марумо Кей Міцуї Рісако Накамакі Канамі Маі Накамура Омата Кано Йосіда Курумі | Команда    | 93.7723              | 3                    | Н/Д                           | Н/Д                              | Н/Д                           | 95.4333                   | 189.2056                         | 3                         |

## Настільний теніс
Чоловіки
| Спортсмен                                | Дисципліна       | Попередній раунд   | Раунд 1            | Раунд 2             | Раунд 3            | 1/8 фіналу             | Чвертьфінали        | Півфінали             | Фінал / БМ           | Фінал / БМ      |
| Спортсмен                                | Дисципліна       | Суперник Результат | Суперник Результат | Суперник Результат  | Суперник Результат | Суперник Результат     | Суперник Результат  | Суперник Результат    | Суперник Результат   | Місце           |
| ---------------------------------------- | ---------------- | ------------------ | ------------------ | ------------------- | ------------------ | ---------------------- | ------------------- | --------------------- | -------------------- | --------------- |
| Мідзутані Дзюн                           | Одиночний розряд | Bye                | Bye                | Bye                 | Гіоніс (GRE) W 4–1 | Кальдерано (BRA) W 4–2 | Фрейташ (POR) W 4–2 | Ма Л (CHN) L 2–4      | Самсонов (BLR) W 4–1 | 3               |
| Ніва Кокі                                | Одиночний розряд | Bye                | Bye                | Toriola (NGR) W 4–2 | Fegerl (AUT) W 4–1 | Wong C T (HKG) W 4–3   | Чжан Цз (CHN) L 1–4 | Завершив виступ       | Завершив виступ      | Завершив виступ |
| Мідзутані Дзюн Ніва Кокі Йосімура Махару | Команда          | Н/Д                | Н/Д                | Н/Д                 | Н/Д                | Польща (POL) W 3–2     | Гонконг (HKG) W 3–1 | Німеччина (GER) W 3–1 | Китай (CHN) L 1–3    | 2               |

Жінки
| Спортсменка                         | Дисципліна       | Раунд 1             | Раунд 2             | Раунд 3             | Раунд 4             | 1/8 фіналу          | Чвертьфінали        | Півфінали             | Фінал / БМ           | Фінал / БМ       |
| Спортсменка                         | Дисципліна       | Суперниця Результат | Суперниця Результат | Суперниця Результат | Суперниця Результат | Суперниця Результат | Суперниця Результат | Суперниця Результат   | Суперниця Результат  | Місце            |
| ----------------------------------- | ---------------- | ------------------- | ------------------- | ------------------- | ------------------- | ------------------- | ------------------- | --------------------- | -------------------- | ---------------- |
| Фукухара Ай                         | одиночний розряд | Bye                 | Bye                 | Bye                 | Dodean (ROU) W 4–0  | Ri M-s (PRK) W 4–0  | Feng Tw (SIN) W 4–0 | Лі Сс (CHN) L 0–4     | Кім С І (PRK) L 1–4  | 4                |
| Ісікава Касумі                      | одиночний розряд | Bye                 | Bye                 | Bye                 | Кім С І (PRK) L 3–4 | Завершила виступ    | Завершила виступ    | Завершила виступ      | Завершила виступ     | Завершила виступ |
| Фукухара Ай Ісікава Касумі Іто Міма | Команда          | Н/Д                 | Н/Д                 | Н/Д                 | Н/Д                 | Польща (POL) W 3–0  | Австрія (AUT) W 3–0 | Німеччина (GER) L 2–3 | Сінгапур (SIN) W 3–1 | 3                |

## Тхеквондо
| Спортсмен  | Категорія        | 1/8 фіналу          | Чвертьфінали          | Півфінали          | Втішний поєдинок   | Фінал / БМ         | Фінал / БМ       |
| Спортсмен  | Категорія        | Суперник Результат  | Суперник Результат    | Суперник Результат | Суперник Результат | Суперник Результат | Місце            |
| ---------- | ---------------- | ------------------- | --------------------- | ------------------ | ------------------ | ------------------ | ---------------- |
| Маю Хамада | до 57 кг (жінки) | Ben Ali (TUN) W 9–0 | Малак (EGY) L 0–3 SUD | Завершила виступ   | Завершила виступ   | Завершила виступ   | Завершила виступ |

## Теніс
| Спортсмен              | Дисципліна                  | 1/32 фіналу                 | 1/16 фіналу                               | 1/8 фіналу                                  | Чвертьфінали                           | Півфінали               | Фінал / БМ                        | Фінал / БМ       |
| Спортсмен              | Дисципліна                  | Суперник Результат          | Суперник Результат                        | Суперник Результат                          | Суперник Результат                     | Суперник Результат      | Суперник Результат                | Місце            |
| ---------------------- | --------------------------- | --------------------------- | ----------------------------------------- | ------------------------------------------- | -------------------------------------- | ----------------------- | --------------------------------- | ---------------- |
| Taro Daniel            | одиночний розряд (чоловіки) | Сок (USA) W 6–4, 6–4        | Едмунд (GBR) W 6–4, 7–5                   | del Potro (ARG) L 6–7(4–7), 6–1, 2–6        | Завершив виступ                        | Завершив виступ         | Завершив виступ                   | Завершив виступ  |
| Нішікорі Кеі           | одиночний розряд (чоловіки) | Ramos (ESP) W 6–2, 6–4      | Міллман (AUS) W 7–6(7–4), 6–4             | Martin (SVK) W 6–2, 6–2                     | Монфіс (FRA) W 7–6(7–4), 4–6, 7–6(8–6) | Маррей (GBR) L 1–6, 4–6 | Надаль (ESP) W 6–2, 6–7(1–7), 6–3 | 3                |
| Yūichi Sugita          | одиночний розряд (чоловіки) | Baker (USA) W 5–7, 7–5, 6–4 | Simon (FRA) L 6–7(3–7), 2–6               | Завершив виступ                             | Завершив виступ                        | Завершив виступ         | Завершив виступ                   | Завершив виступ  |
| Дой Місакі             | одиночний розряд (жінки)    | Шведова (KAZ) W 6–3, 6–4    | Стосур (AUS) L 3–6, 4–6                   | Завершила виступ                            | Завершила виступ                       | Завершила виступ        | Завершила виступ                  | Завершила виступ |
| Хібіно Нао             | одиночний розряд (жінки)    | Бегу (ROU) W 6–4, 3–6, 6–3  | Мугуруса (ESP) L 1–6, 1–6                 | Завершив виступ                             | Завершив виступ                        | Завершив виступ         | Завершив виступ                   | Завершив виступ  |
| Дой Місакі Ходзумі Ері | Парний розряд (жінки)       | Н/Д                         | Гарсія / Младенович (FRA) W 6–0, 0–6, 6–4 | Касаткіна / Кузнецова (RUS) L 4–6, 6–1, 1–6 | Завершила виступ                       | Завершила виступ        | Завершила виступ                  | Завершила виступ |

## Тріатлон
| Спортсмен      | Дисципліна | Плавання, 1,5 км | Перехід 1 | Велосипед, 40 км         | Перехід 2                | Біг, 10 км               | Загалом Time             | Місце                    |
| -------------- | ---------- | ---------------- | --------- | ------------------------ | ------------------------ | ------------------------ | ------------------------ | ------------------------ |
| Таяма Хірокацу | чоловіки   | 17:34            | 0:47      | Відстав більш як на коло | Відстав більш як на коло | Відстав більш як на коло | Відстав більш як на коло | Відстав більш як на коло |
| Юріе Като      | жінки      | 20:06            | 0:56      | 1:07:13                  | 0:42                     | 35:53                    | 2:07:50                  | 46                       |
| Yuka Sato      | жінки      | 19:08            | 0:58      | 1:01:24                  | 0:38                     | 37:53                    | 2:00:01                  | 15                       |
| Уеда Ай        | жінки      | 21:10            | 0:57      | 1:04:50                  | 0:37                     | 36:03                    | 2:03:37                  | 39                       |

## Волейбол

### У приміщенні

#### Жіночий турнір
Склад команди
Шаблон:Склад жіночої збірної Японії з волейболу на літніх Олімпійських іграх 2016
Груповий етап
Шаблон:Підсумкова таблиця в групі A жіночого турніру з волейболу на літніх Олімпійських іграх 2016
Шаблон:Жіночий турнір з волейболу на літніх Олімпійських іграх 2016, гра A1
Шаблон:Жіночий турнір з волейболу на літніх Олімпійських іграх 2016, гра A4
Шаблон:Жіночий турнір з волейболу на літніх Олімпійських іграх 2016, гра A9
Шаблон:Жіночий турнір з волейболу на літніх Олімпійських іграх 2016, гра A11
Шаблон:Жіночий турнір з волейболу на літніх Олімпійських іграх 2016, гра A14
Чвертьфінал
Шаблон:Жіночий турнір з волейболу на літніх Олімпійських іграх 2016, гра C2

## Водне поло
Підсумок

Легенда:
- FT – Після основного часу.
- P – Долю матчу вирішила серія післяматчевих пенальті.

| Команда                | Дисципліна       | Груповий етап      | Груповий етап      | Груповий етап      | Груповий етап      | Груповий етап      | Груповий етап | Чвертьфінал        | Півфінал           | Фінал / БМ         | Фінал / БМ |
| Команда                | Дисципліна       | Суперник Результат | Суперник Результат | Суперник Результат | Суперник Результат | Суперник Результат | Місце         | Суперник Результат | Суперник Результат | Суперник Результат | Місце      |
| ---------------------- | ---------------- | ------------------ | ------------------ | ------------------ | ------------------ | ------------------ | ------------- | ------------------ | ------------------ | ------------------ | ---------- |
| Чоловіча збірна Японії | чоловічий турнір | Греція L 7–8       | Австралія L 8–16   | Бразилія L 6–8     | Угорщина L 7–17    | Сербія L 8–12      | 6             | Завершив виступ    | Завершив виступ    | Завершив виступ    | 12         |

### Чоловічий турнір
Склад команди
Шаблон:Склад чоловічої збірної Японії з водного поло на літніх Олімпійських іграх 2016
Груповий етап
Шаблон:Підсумкова таблиця в групі A чоловічого турніру з водного поло на літніх Олімпійських іграх 2016
Шаблон:Чоловічий турнір з водного поло на літніх Олімпійських іграх 2016, гра A3
Шаблон:Чоловічий турнір з водного поло на літніх Олімпійських іграх 2016, гра A5
Шаблон:Чоловічий турнір з водного поло на літніх Олімпійських іграх 2016, гра A7
Шаблон:Чоловічий турнір з водного поло на літніх Олімпійських іграх 2016, гра A10
Шаблон:Чоловічий турнір з водного поло на літніх Олімпійських іграх 2016, гра A15

## Важка атлетика
Чоловіки
| Спортсмен      | Категорія | Ривок     | Ривок | Поштовх   | Поштовх | Загалом | Місце |
| Спортсмен      | Категорія | Результат | Місце | Результат | Місце   | Загалом | Місце |
| -------------- | --------- | --------- | ----- | --------- | ------- | ------- | ----- |
| Хіроакі Такао  | до 56 кг  | 111       | 12    | 138       | 11      | 249     | 11    |
| Йоїті Ітокадзу | до 62 кг  | 133       | 4     | 169       | 4       | 302     | 4     |
| Йосуке Накаяма | до 62 кг  | 121       | 11    | 145       | 12      | 266     | 12    |

Жінки
| Спортсменка     | Категорія | Ривок     | Ривок | Поштовх   | Поштовх | Загалом | Місце |
| Спортсменка     | Категорія | Результат | Місце | Результат | Місце   | Загалом | Місце |
| --------------- | --------- | --------- | ----- | --------- | ------- | ------- | ----- |
| Міяке Хіромі    | до 48 кг  | 81        | 8     | 107       | 3       | 188     | 3     |
| Канае Яґі       | до 53 кг  | 81        | 6     | 105       | 6       | 186     | 6     |
| Мікіко Андо     | до 58 кг  | 94        | 7     | 124       | 4       | 218     | 5     |
| Наміка Мацумото | до 63 кг  | 90        | 10    | 115       | 9       | 205     | 9     |

## Боротьба
Легенда:
- VT – Перемога на туше.
- VB – Перемога за травмою суперника.
- PP – Перемога за очками – з технічними очками в того, хто програв.
- PO – Перемога за очками – без технічних очок в того, хто програв.
- ST – Перемога за явної переваги – різниця в очках становить принаймні 8 (греко-римська боротьба) або 10 (вільна боротьба) очок, без технічних очок у того, хто програв.
- SP – Перемога за явної переваги – різниця в очках становить принаймні 8 (греко-римська боротьба) або 10 (вільна боротьба) очок, з технічними очками в того, хто програв.

Чоловіки
| Спортсмен       | Категорія | Кваліфікація            | 1/8 фіналу             | Чвертьфінал              | Півфінал              | Втішний поєдинок 1 | Втішний поєдинок 2 | Фінал / БМ                  | Фінал / БМ |
| Спортсмен       | Категорія | Суперник Результат      | Суперник Результат     | Суперник Результат       | Суперник Результат    | Суперник Результат | Суперник Результат | Суперник Результат          | Місце      |
| --------------- | --------- | ----------------------- | ---------------------- | ------------------------ | --------------------- | ------------------ | ------------------ | --------------------------- | ---------- |
| Рей Хігуті      | до 57 кг  | Yang K-i (PRK) W 4–1 SP | Лачінов (BLR) W 4–0 ST | Bonne (CUB) W 3–1 PP     | Рахімі (IRI) W 3–1 PP | Bye                | Bye                | Хінчегашвілі (GEO) L 1–3 PP | 2          |
| Такатані Сосуке | до 74 кг  | Ільясов (AUS) W 5–0 VB  | Хаджієв (FRA) W 3–1 PP | Уссербаєв (KAZ) L 1–3 PP | Завершив виступ       | Завершив виступ    | Завершив виступ    | Завершив виступ             | 7          |

Греко-римська боротьба
| Спортсмен      | Категорія | Кваліфікація         | 1/8 фіналу               | Чвертьфінал          | Півфінал                | Втішний поєдинок 1 | Втішний поєдинок 2     | Фінал / БМ               | Фінал / БМ |
| Спортсмен      | Категорія | Суперник Результат   | Суперник Результат       | Суперник Результат   | Суперник Результат      | Суперник Результат | Суперник Результат     | Суперник Результат       | Місце      |
| -------------- | --------- | -------------------- | ------------------------ | -------------------- | ----------------------- | ------------------ | ---------------------- | ------------------------ | ---------- |
| Ота Сінобу     | до 59 кг  | Сурян (IRI) W 3–1 PP | Кебіспаєв (KAZ) W 3–0 PO | Berge (NOR) W 3–0 PO | Bayramov (AZE) W 5–0 VT | Bye                | Bye                    | Борреро (CUB) L 0–4 ST   | 2          |
| Томохіро Іноуе | до 66 кг  | Bye                  | Штефанек (SRB) L 0–4 ST  | Завершив виступ      | Завершив виступ         | Bye                | Stäbler (GER) W 3–1 PP | Болквадзе (GEO) L 0–3 PO | 5          |

Жінки
| Спортсменка  | Категорія | Кваліфікація           | 1/8 фіналу              | Чвертьфінал               | Півфінал                 | Втішний поєдинок 1  | Втішний поєдинок 2  | Фінал / БМ               | Фінал / БМ |
| Спортсменка  | Категорія | Суперниця Результат    | Суперниця Результат     | Суперниця Результат       | Суперниця Результат      | Суперниця Результат | Суперниця Результат | Суперниця Результат      | Місце      |
| ------------ | --------- | ---------------------- | ----------------------- | ------------------------- | ------------------------ | ------------------- | ------------------- | ------------------------ | ---------- |
| Тосака Ері   | до 48 кг  | Bye                    | Ешимова (KAZ) W 3–0 PO  | Аугелло (USA) W 3–1 PP    | Sun Yn (CHN) W 3–1 PP    | Bye                 | Bye                 | Стадник (AZE) W 3–1 PP   | 1          |
| Йосіда Саорі | до 53 кг  | Bye                    | Синишин (AZE) W 3–0 PO  | Самбу (SEN) W 3–0 PO      | Аргуелло (VEN) W 3–0 PO  | Bye                 | Bye                 | Мароуліс (USA) L 1–3 PP  | 2          |
| Ітьо Каорі   | до 58 кг  | Bye                    | Амрі (TUN) W 4–0 ST     | Yeşilırmak (TUR) W 3–1 PP | Раткевич (AZE) W 4–0 ST  | Bye                 | Bye                 | Коблова (RUS) W 3–1 PP   | 1          |
| Кавай Рісако | до 63 кг  | Bye                    | Михалик (POL) W 3–0 PO  | Анастасія (LAT) W 3–0 PO  | Тражукова (RUS) W 3–0 PO | Bye                 | Bye                 | Мамошук (BLR) W 3–0 PO   | 1          |
| Досьо Сара   | до 69 кг  | Бережна (UKR) W 3–1 PP | Тосун (TUR) W 4–0 ST    | Їтс (CAN) W 3–1 PP        | Франссон (SWE) W 3–1 PP  | Bye                 | Bye                 | Воробйова (RUS) W 3–1 PP | 1          |
| Ватарі Ріо   | до 75 кг  | Bye                    | Феррейра (BRA) L 1–3 PP | Завершила виступ          | Завершила виступ         | Завершила виступ    | Завершила виступ    | Завершила виступ         | 14         |